# Järnvägstunnlar i Stockholms län

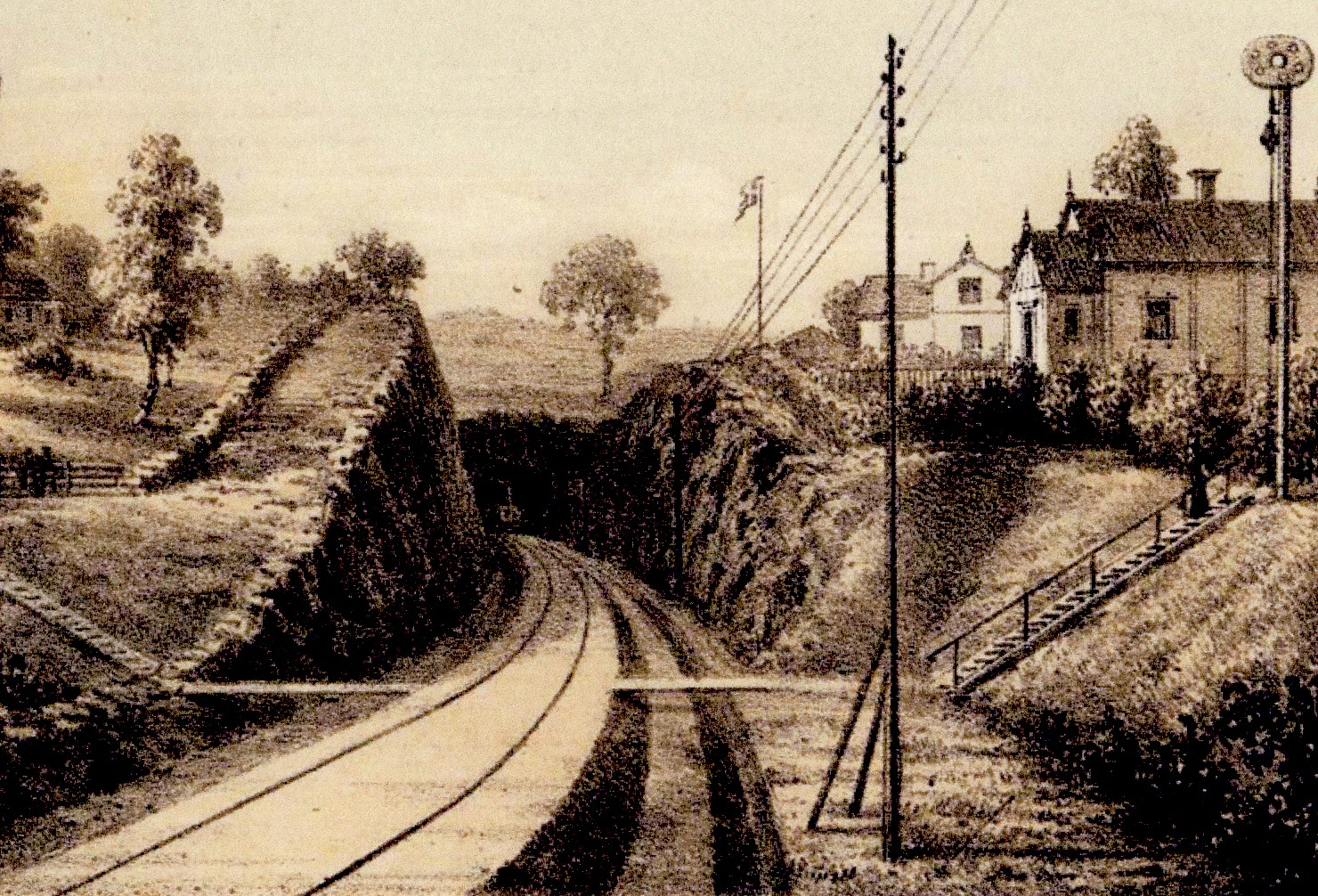
Nyboda tunnel var Stockholms första järnvägstunnel.

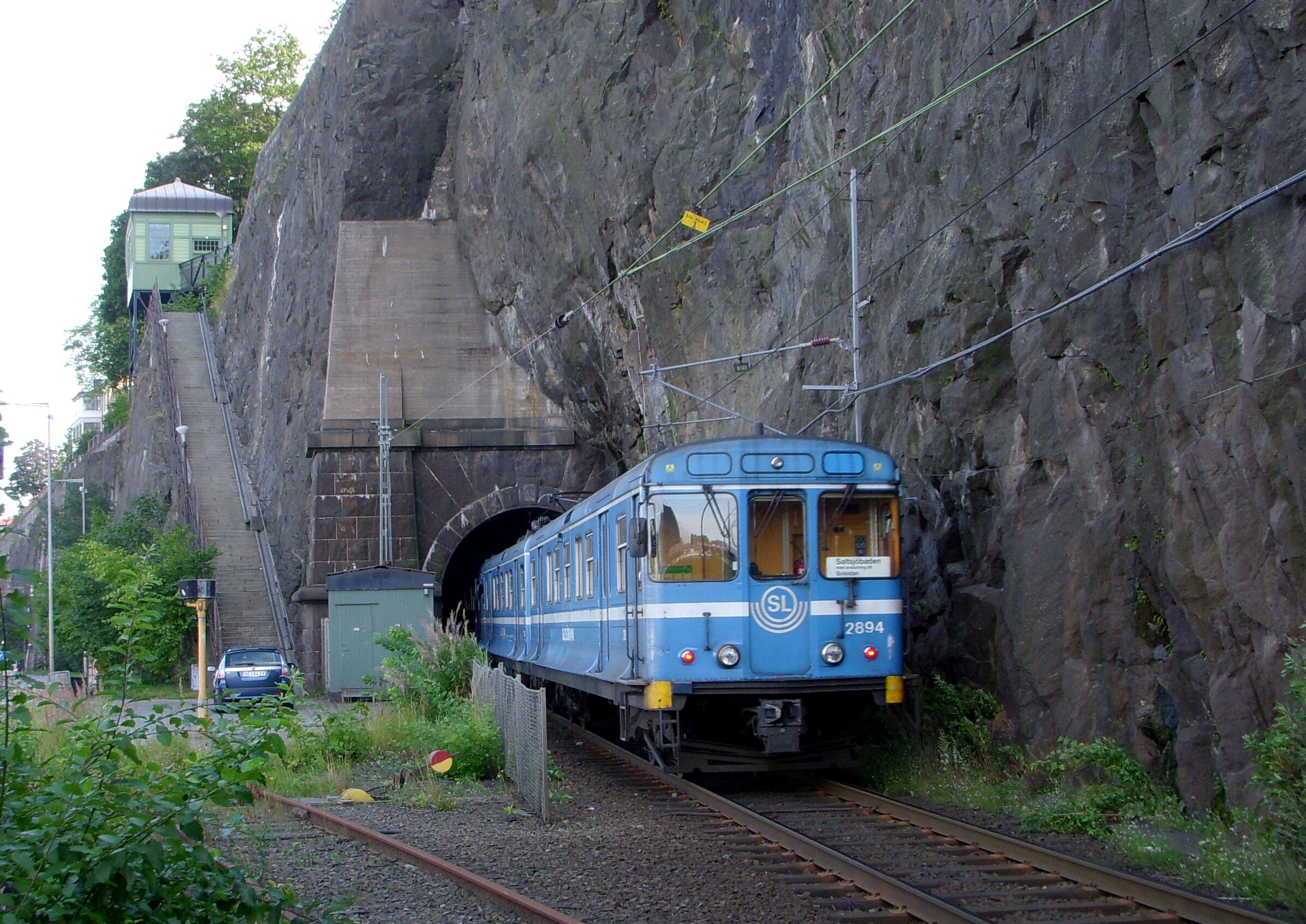
Stadsgårdstunneln var Sveriges längsta järnvägstunnel.

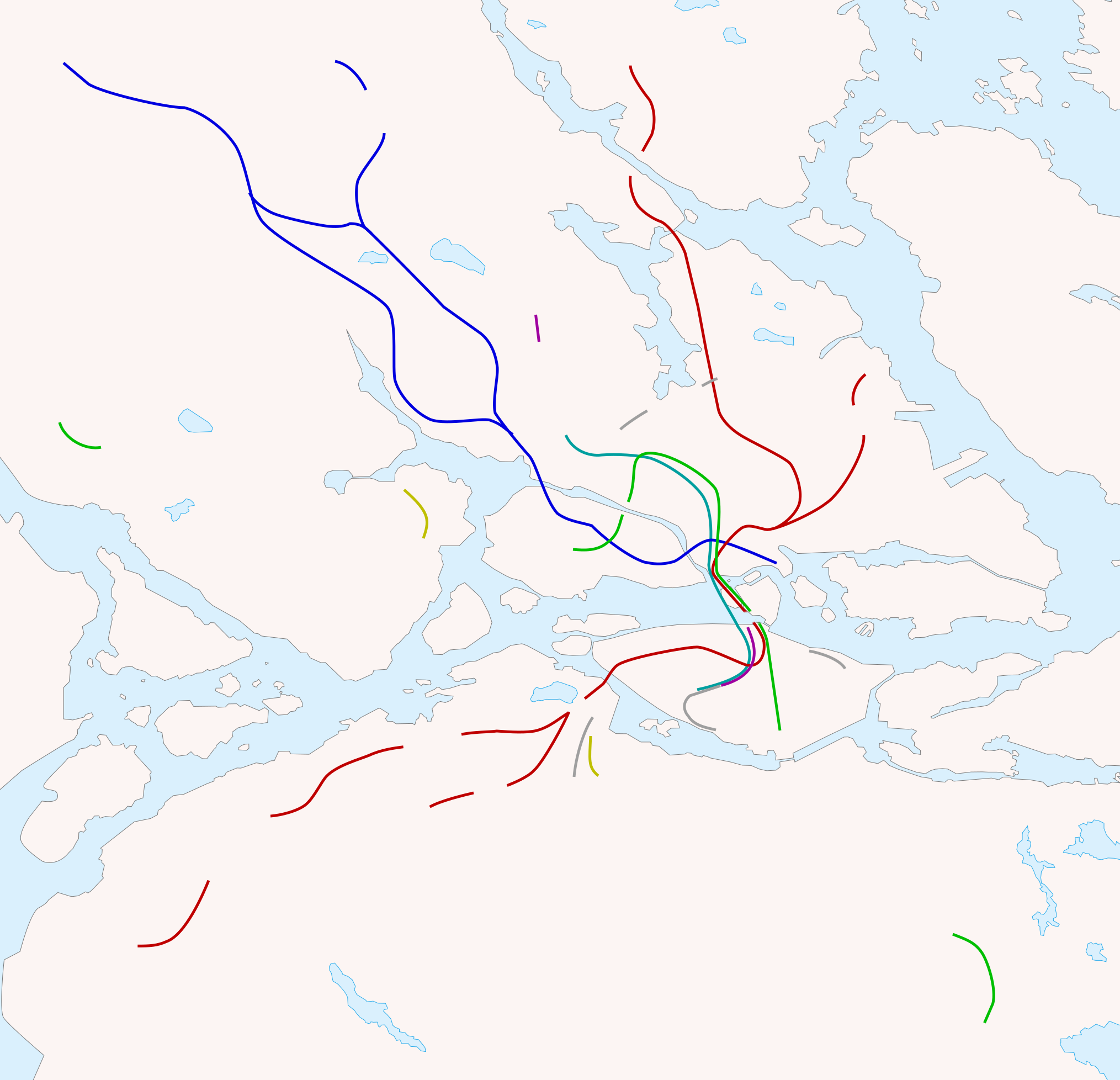
Karta över tunnlarnas sträckning.

De första järnvägstunnlarna i Stockholms län anlades i samband med att Västra stambanan drogs till staden 1860, då Nyboda tunnel byggdes "genom ett särdeles fast gneisberg". Det var 26 år tidigare än Brunkebergstunneln som var en av de första vägtunnlarna i staden. Nästa stora tunnelprojekt genomfördes med sammanbindningsbanans tillkomst. Då sprängdes Södra tunneln under Södermalm som blev klar år 1870. Stadsgårdstunneln blev Stockholms tredje stora tunnelbygge för järnvägen. Den invigdes 1893 och var då med sina 638 meter Sveriges längsta järnvägstunnel.
Stockholms tunnelbanans och Tvärbanans tunnlar brukar inte räknas till järnvägstunnlar, men skall ändå kort belysas i denna artikel. Tunnelbanan började anläggas på 1930-talet. Början var Södertunneln för spårvagnstrafik. Idag har tunnelbanan i Stockholm sammanlagd cirka 63 km spårtunnel. Med 14,3 km tunnellängd är sträckan Kungsträdgården-Hjulsta (Blå linjen) den längsta. Tvärbanan går genom två längre tunnlar, där Årstadalstunneln med cirka 500 meter längd är den längsta och togs i drift år 1999.
Citybanan för Stockholms pendeltåg öppnades 2017, där passagen under Söderström med Söderströmstunneln är en av Sveriges mest komplicerade infrastrukturanläggningar i modern tid.

## Byggteknisk historik

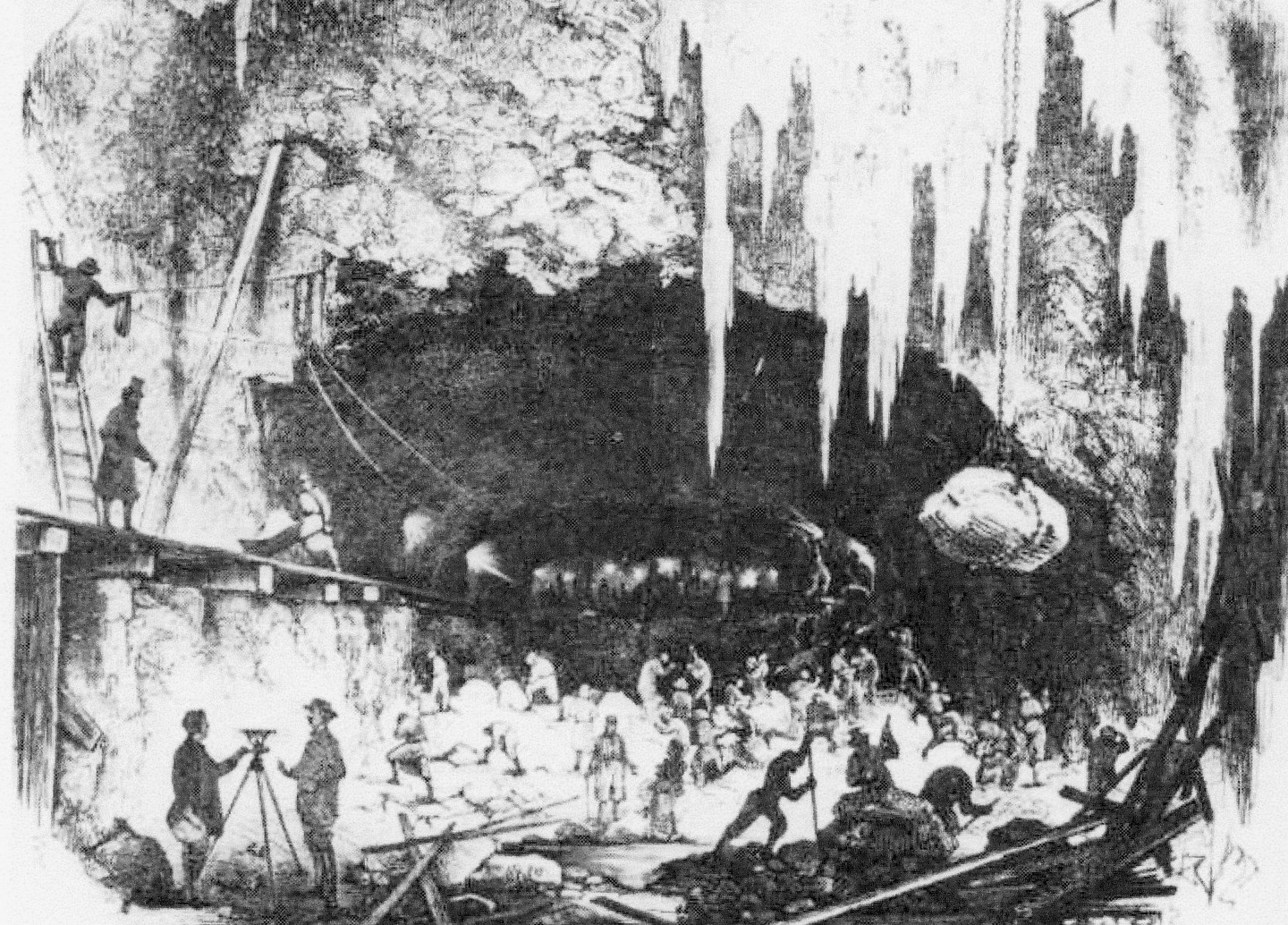
Södra tunneln sprängs fram 1865.

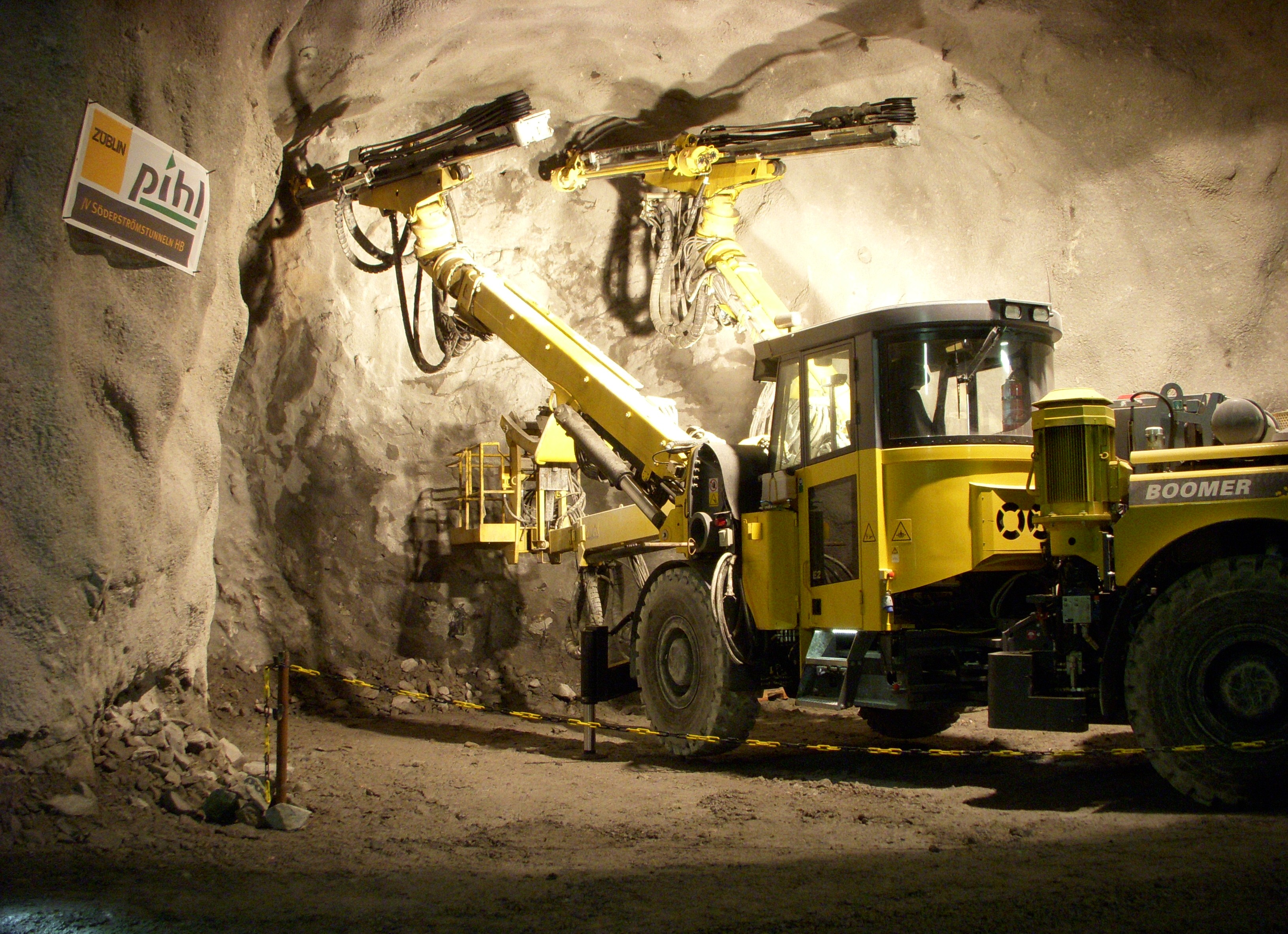
Atlas Copcos tunnelborrmaskin Rocket Boomer vid Citybanan 2009.

Genom malmbrytningen hade Sveriges ingenjörer god kunskap om hur tunnlar i berg skulle byggas. På 1800-talets mitt började man använda nitroglycerin som man hällde direkt i bergets borrade hål och tände med stubin och knallhatt, det var en livsfarlig hantering. Vid anläggandet av Södra tunneln experimenterade man med nitroglycerin,
Att kunna driva tunnlar genom berg på ett säkert sätt och i större omfattning blev först möjlig genom den nya sprängtekniken med dynamit som började användas i och med Alfred Nobel uppfinning från 1866. Dynamiten infördes på 1870-talet och undanträngde snart nitroglycerinet. Mot slutet av 1800-talet ersattes handborrning genom pneumatisk hammarborrning som mekaniserade och förenklade tunneldrivningen ytterligare. De stationära borrstativen avlöstes av mobila anordningar. För Citybanan används en modern hjulgående tunnelborrmaskin med två borrbommar, en maskin kallad Rocket Boomer L2C av fabrikat Atlas Copco som kan borra flera hål samtidigt, medan operatören sitter i en bekväm, tempererad och ljudisolerad förarhytt.
Att bygga tunnlar i Stockholm innebar och innebär oftast att man måste penetrera berg. I Stockholm tillkommer dessutom en komplikation genom Brunkebergsåsens lösa sand- och stenmassor, som medförde att anläggningsarbetena i "öppet schakt" valdes framför tunneldrivning. Tunnelbanans dragningar i öppet schakt genom Götgatan på 1930-talet och genom Klarakvarteren på 1950-talet är exempel för detta.
Tunnelpassagen under Stockholms många vattendrag medför ibland komplicerade tekniska lösningar eftersom sjögrunden inte alltid består av berg utan lösa sand- och stenmassor. Genom torrläggning av Norrström med fångdammar klarade man tunnelbanans tunnelbygge mellan Riddarholmen och Tegelbacken. Här, vid Strömsborg, inträffade en rasolycka luciadagen den 13 december 1952. Genom en sprängning kollapsade fångdammen och arbetsplatsen vattenfylldes. Tack vare luciadagen omkom ingen människa, men ett halvt års arbete gick till spillo.
För tunnelbanas sträckning under Liljeholmsviken användes sänktunnlar som tillverkades i Beckholmens torrdocka, även för Citybanans tunnel under Söderström används sänktunnlar som delvis tillverkades på ett varv i Tallinn.
Fullortsborrning (som vid Hallandsåstunneln) har i Stockholm aldrig används för järnvägs- eller vägtunnlar. Däremot har denna tunneldrivningsmetod kommit till användning vid byggandet av Saltsjötunneln 1986–1988. Saltsjötunneln är en 12 km lång avloppstunnel från Bromma reningsverk till Saltsjön utanför Kastellholmen. Den har en diameter på 3,5 meter och ligger 50 meter under staden.
Numera läggs även miljöaspekter vid byggandet av moderna tunnlar. Enligt Banverket skall Citybanan bli en "grön tunnel". Det innebär bland annat att man under byggtiden dämpar ljud och vibrationer vid borrningen och sprängningarna, att man använder syntetisk diesel i arbetsfordonen och att alla bergmassor återanvänds. Ljuddämpande gummimattor under rälsen och bullerskydd kommer att bidra till en framtida tyst tunnel.

## Befintliga järnvägstunnlar

### Södra tunneln
1800-talets stora tunnelprojekt i Stockholm efter Nyboda tunnel var sprängningen av Södra tunneln under Södermalm för den så kallade sammanbindningsbanan. Bakom projektet stod Nils Ericson som själv hade utarbetat förslaget, vilket innebar att sträckningen genom Södermalm skulle dras i bergstunnel. Tunneln under Södermalm blev cirka 430 m lång och fick dubbelspår. Den började vid Södra station, gick i en lång kurva under stadsbebyggelsen och slutade vid södra sidan om nuvarande Stockholms stadsmuseum.  Arbetena påbörjades hösten 1864 och avslutades 1870. Hela sammanbindningsbanan invigdes den 27 juli 1871.
Järnvägstunneln under Södermalm användes av Statens Järnvägar (SJ) ända till 1954. Då invigdes en ny tunnel i en något västligare sträckning från Södra station med anslutning till Centralbron. Den tunneln används fortfarande och den gamla tunneln blev ett tomt bergrum. I slutet av 1960-talet övergick den från SJ:s i stadens ägo och spåren revs upp. Sedan dess används Stockholms första järnvägstunnel under Södermalm av Stockholms stadsmuseum som förråd, en del är iordningställd till skyddsrum.
Västerut från tunneln fortsatte järnvägen i ett öppet dike. År 1989 hade diket däckats över ända fram till Ringvägen till en ny cirka 750 meter lång tunnel. På den uppfördes nya bostadshus längs Fatburs kvarngata och i den anlades en ny Stockholms Södra station.

Sammanbindningsbanans Södra tunneln
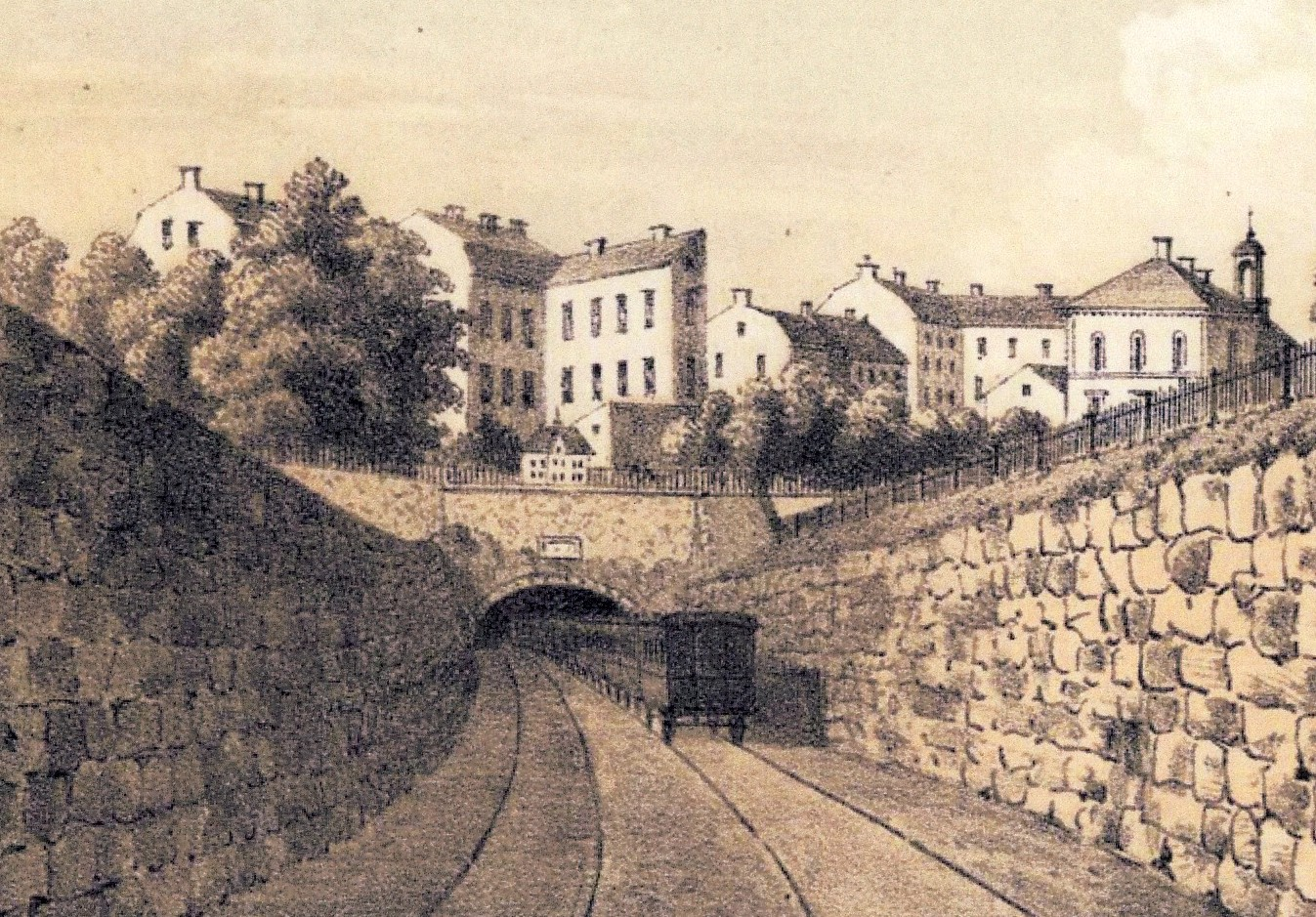
Södra tunneln mot väst 1870.
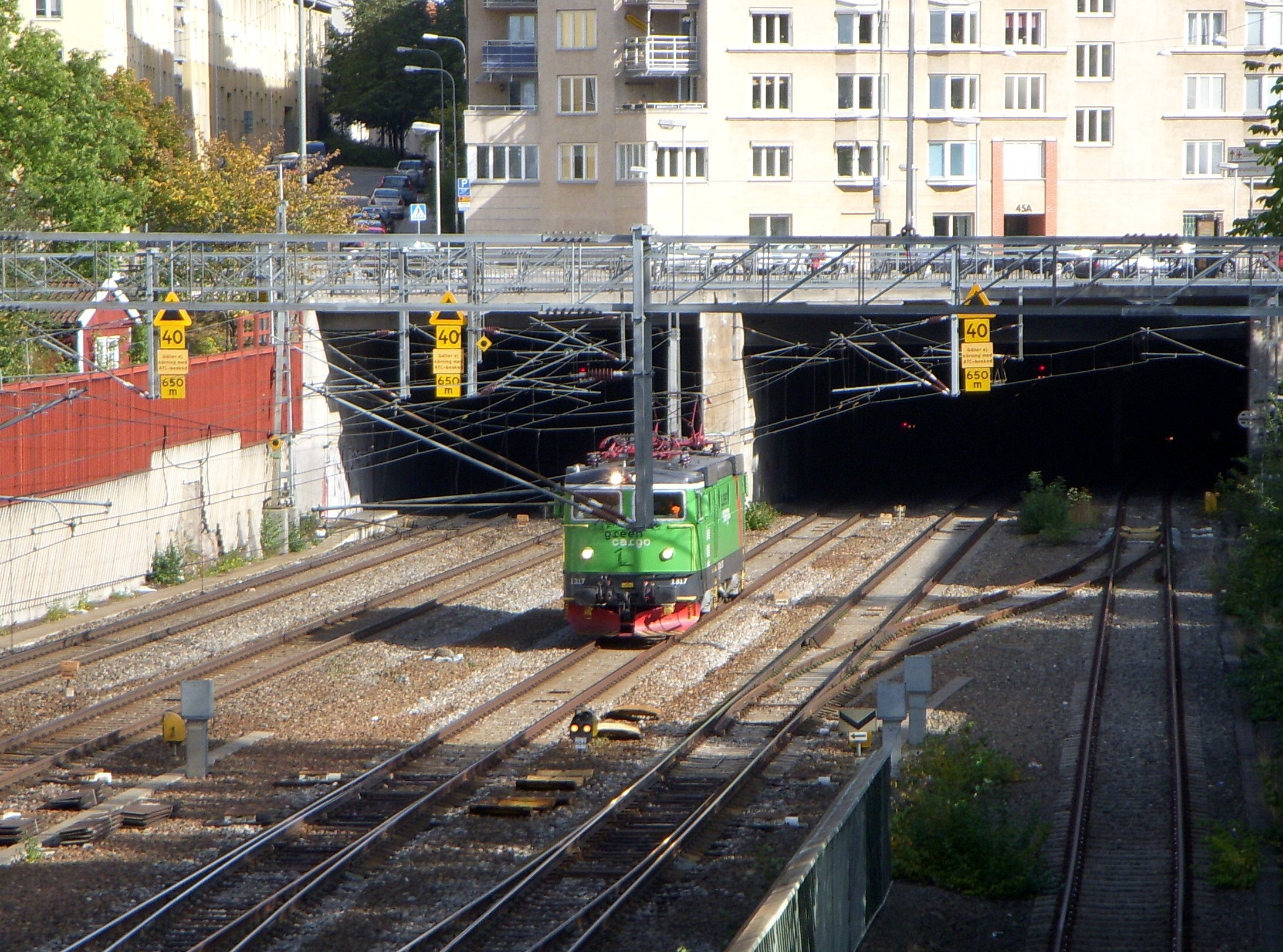
Södra tunneln mot väst 2009.
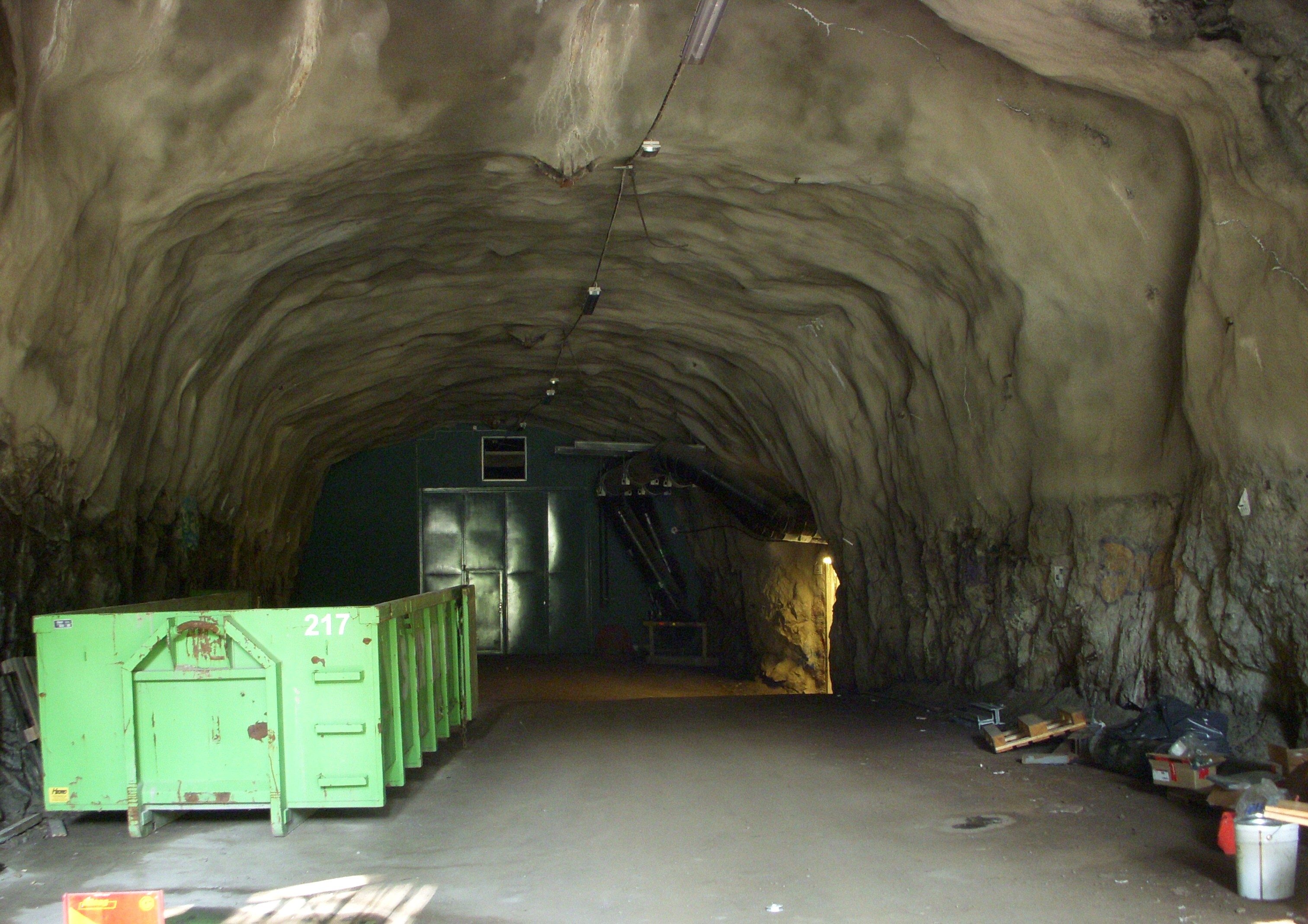
Den gamla Södra tunneln 2009.
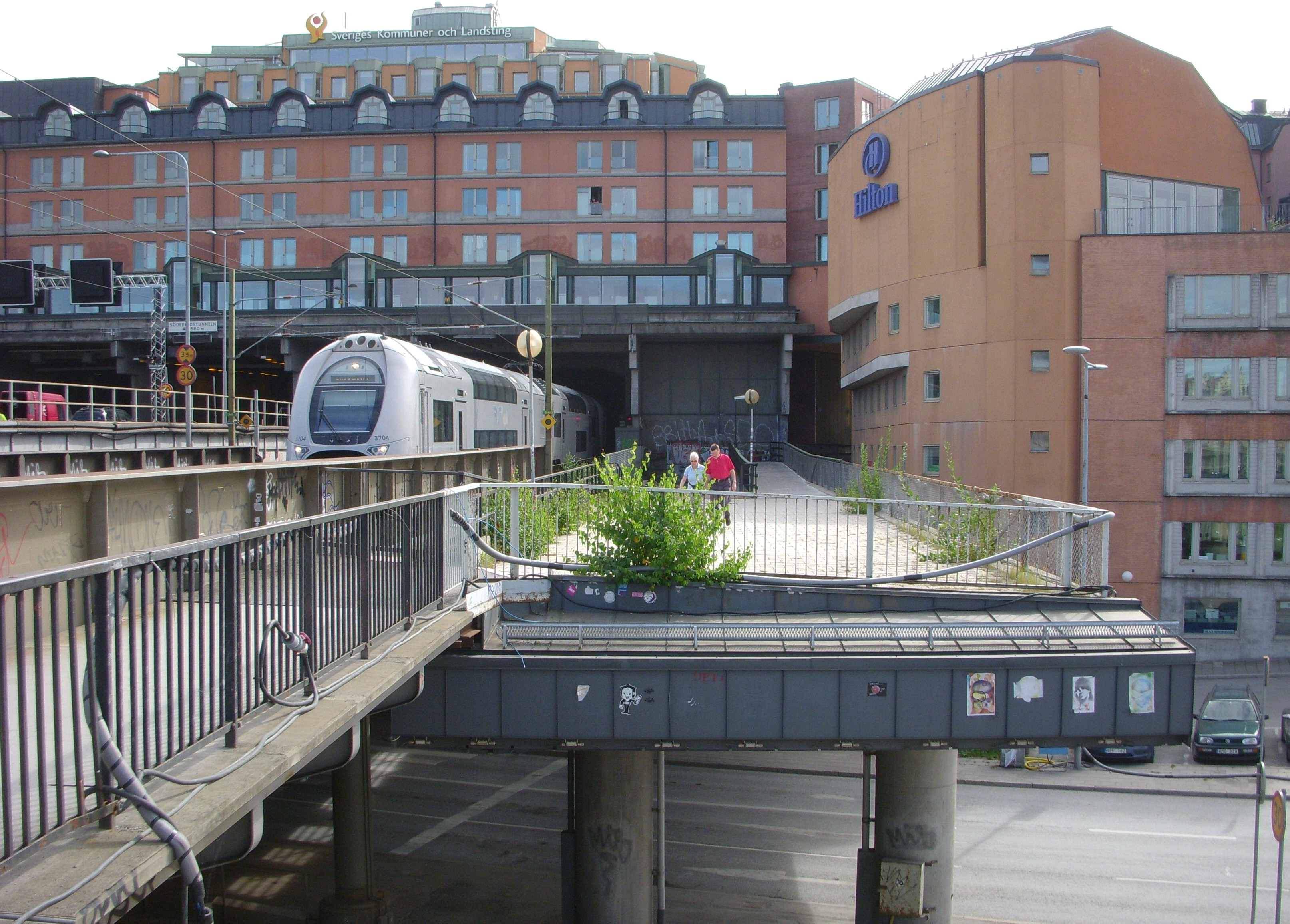
Södra tunneln och "Tredje spåret".

### Stadsgårdstunneln
Stadsgårdstunneln är 638 meter lång och anlades åren 1892 till 1893 för Saltsjöbanan. Det är en tunnel för enkelspår som går under Katarinaberget parallellt med Stadsgården. Tunneln börjar i höjd med Stadsgårdshissen  och kommer ut vid Tegelviken. Invigningen av Oscar II ägde rum den 1 juli 1893. Tunneln var när den byggdes Sveriges längsta. Beträffande framtidsplaner för Stadsgårdstunneln se även avsnitt "Pågående och planerade tunnelprojekt/Tvärbana Ost".

### Tunnlarna genom Nybodaberget
Genom Nybodaberget vid Årstaberg leder tre järnvägstunnlar, Nyboda tunnlar och Årstadalstunneln. Nyboda tunnel 1, anlades i samband med att Västra stambanan drogs till Stockholm år 1860. Det var Stockholms första järnvägstunnel. I boken om sammanbindningsbanan beskrivs den på följande sätt: "Nyboda tunnel har en längd av 935 fot är 18 fot hög och 18 fot bred med ett djup från bergets högsta spets till tunnelns hvalf av omkring 100fot, och uppgick kostnaden för arbetet till omkring 150,000 Rdr." (1 svensk fot =  0,296 904 meter). När ett dubbelspår till Stockholm tillkom 1909 sprängdes ytterligare en järnvägstunnel genom Nybodaberget. Nyboda tunnel 2 går i en något ostligare sträckning och är lika lång som den äldre tunneln.
I samband med Årstabrons och Liljeholmsbrons invigning i slutet av 1920-talet leddes järnvägstrafiken mot Stockholm på en ny trass och Liljeholmens järnvägsstation samt fjärrtrafiken genom Nyboda tunnel 1 mot "Stockholms södra" avvecklades. Idag trafikeras tunnel 2 på ett industrispår till Liljeholmshamnen, söderut går spåret till bland annat Västberga industriområde, Årsta partihallar och Älvsjö, medan tunnel 1 är igensatt.
Årstadalstunneln, är en dubbelspårig järnvägstunnel för Tvärbanan i södra Stockholm. Tunneln är cirka 500 meter lång och förbinder hållplatserna Årstaberg och Årstadal. Hållplatsen Årstadal är delvis inrymd i tunnelns norra mynning.

Nyboda tunnel och Årstadalstunneln
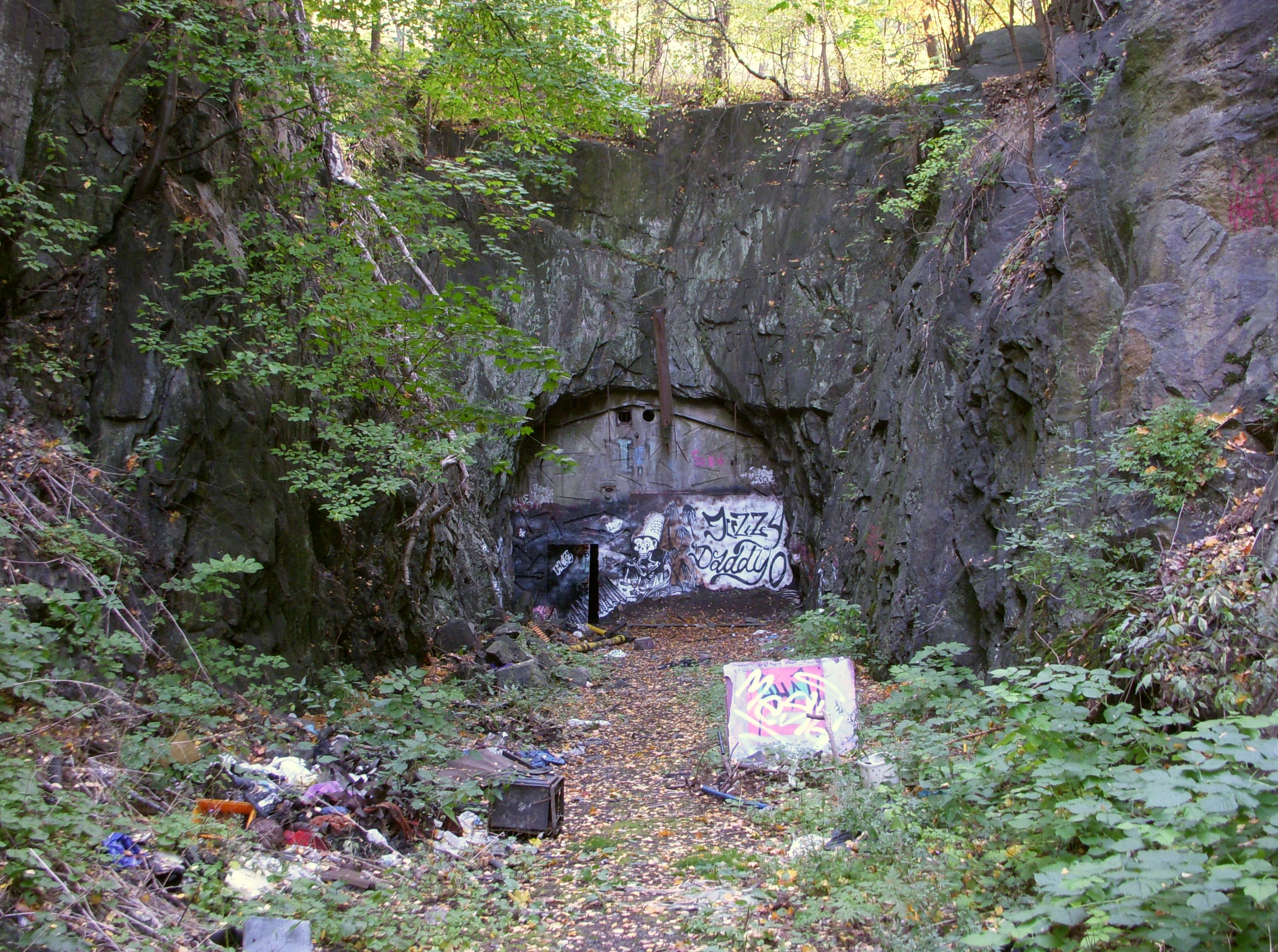
Nyboda tunnel 1 mot norr 2009.
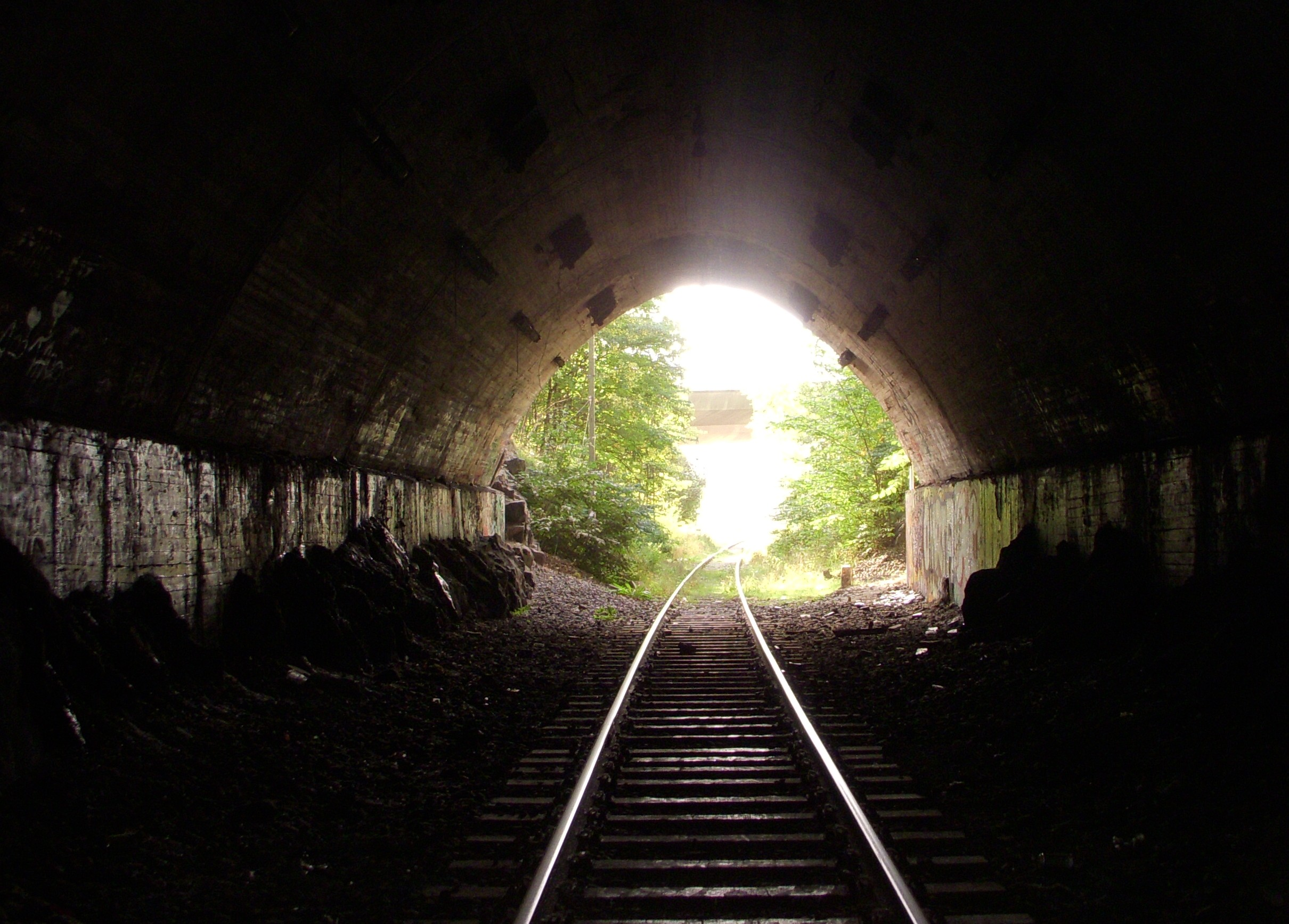
Nyboda tunnel 2 mot syd 2009.
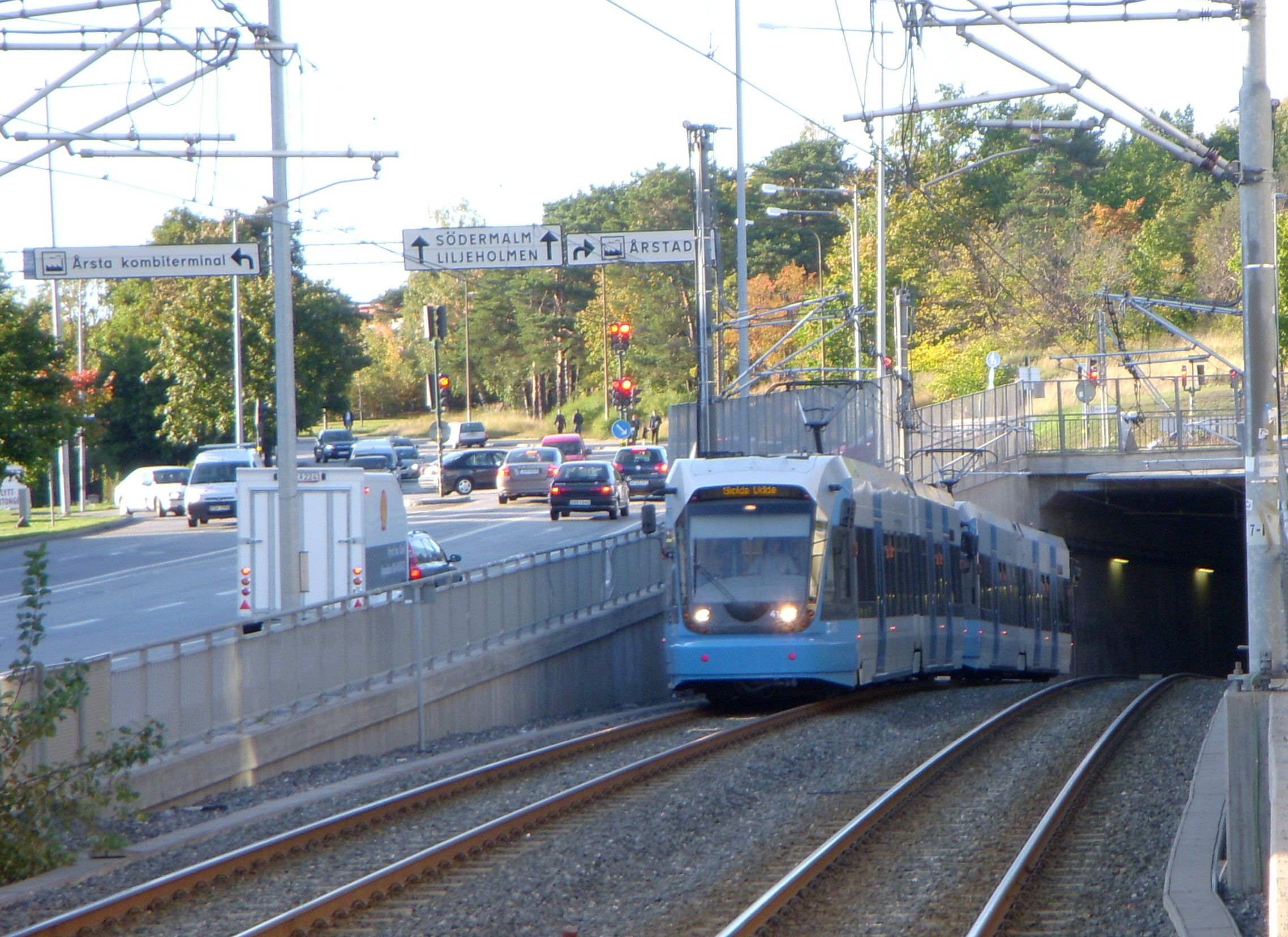
Årstadalstunneln mot norr.
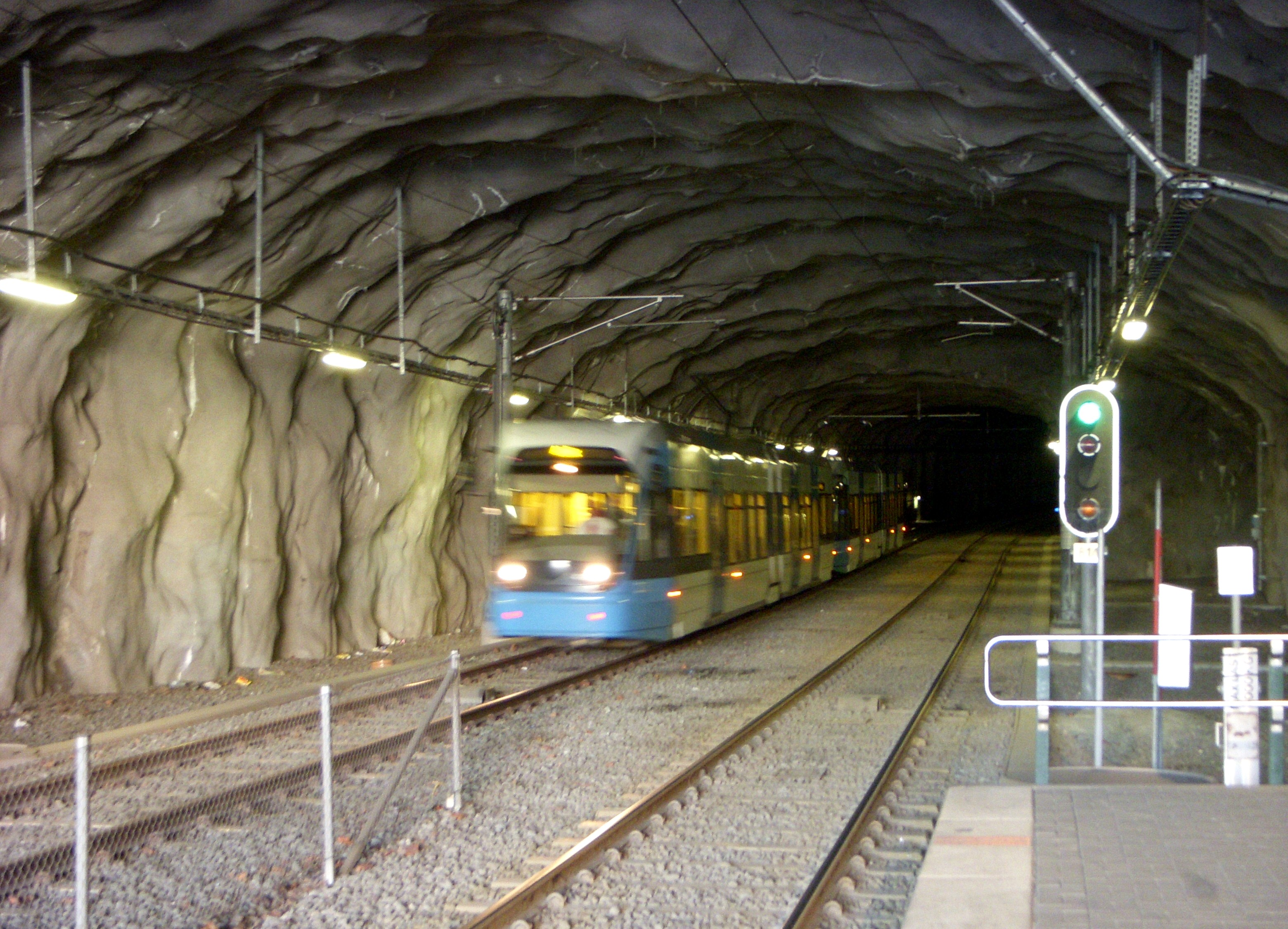
Årstadalstunneln mot syd.

### Industrispår Stadsgården till Södra station
Industrispåret mellan Stadsgården och Södra Station är ett numera nedlagd enkelspår som går längs hela Södermalms södra sida. Spåret anlades i två etapper. Etapp 1 byggdes 1929 i samband med Hammarbyleden som en viktig förbindelse mellan Stadsgårdshamnen och Norr Hammarbyhamnen. På vägen passerar den genom en cirka 200 meter lång tunnel under Fåfängan. Spåret slutade i väst med en mindre bangård ungefär i höjd med Skansbron. Etapp 2 anlades 1939 i samband med uppförandet av Södersjukhuset. Södersjukhusets järnvägsspår utgjorde den felande länken mellan Hammarbyhamnen och Södra Station. På sträckan finns två tunnlar; dels en cirka 480 meter lång tunnel under Eriksdalsgatan och dels en cirka 550 meter lång anslutningstunnel under Södersjukhuset. Under andra världskriget fanns planer att inrätta ett underjordisk krigssjukhus under Södersjukhuset med en direkt angöringspunkt för järnvägen. Ett 4 700 m² stort bergrum sprängdes ut, men intresset svalnade efter freden 1945. Kvar blev spåret med sina tunnlar. 1994 invigdes Disaster Emergency Center, DEMC i detta utrymme, som alltså förfogar över en egen järnvägsanslutning.
Trots alla om- och nybyggnader längs spårets sträckning, speciellt för Hammarby sjöstad, har delar av industrispåret och tunnlar bevarats, kontaktledningarna är demonterade och vissa delar av spåret har tagits bort och asfalterats över. I en detaljplan för kvarteret Kornet från 1999 för ny bostadsbebyggelse i anslutning till Eriksdalshallen anges att Banverket har utpekat industrispåret Södra station - Stadsgårdshamnen som riksintresse av beredskapsskäl.

Industrispåret Stadsgården till Södra station
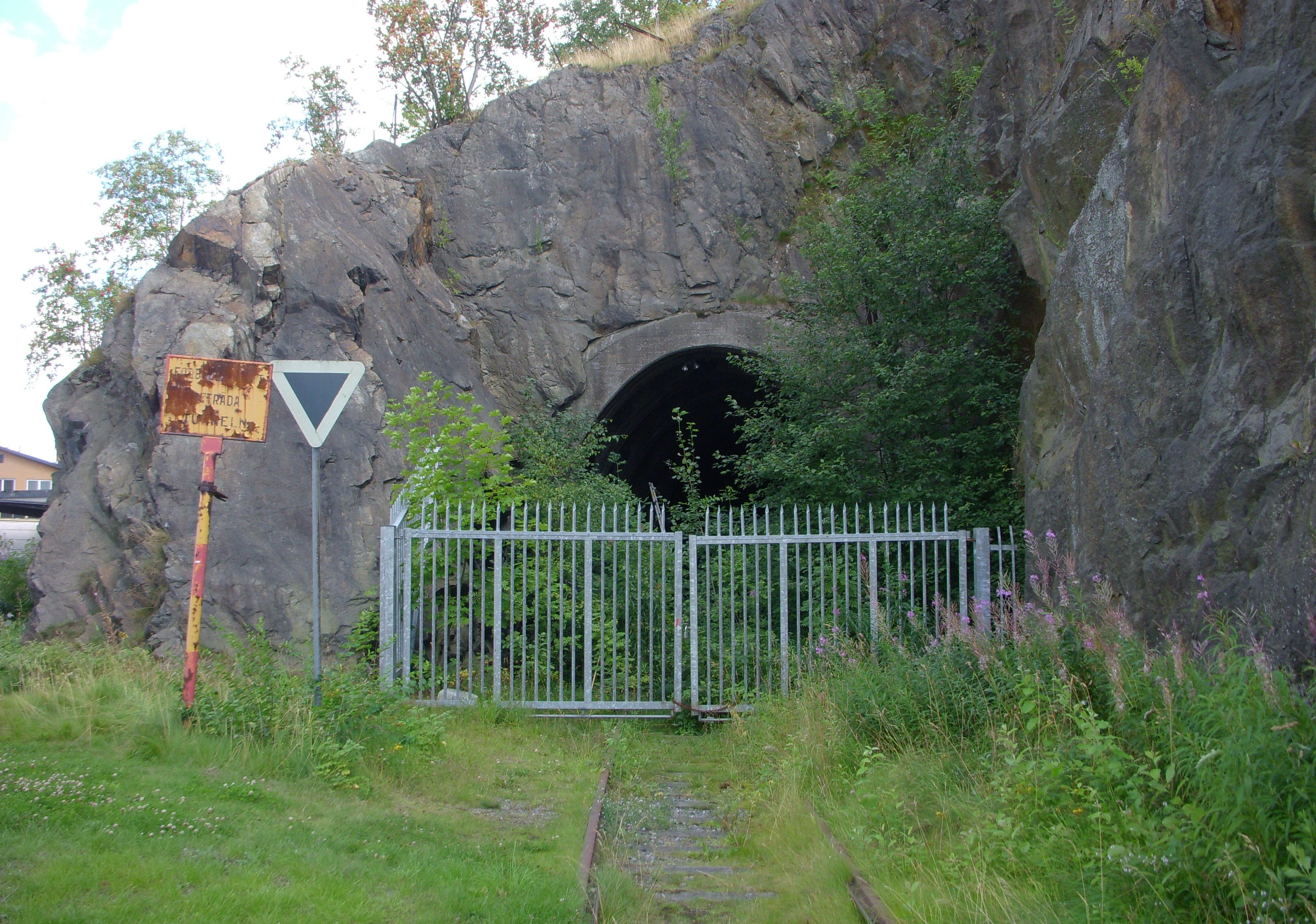
Tunneln mot Fåfängan från norr.
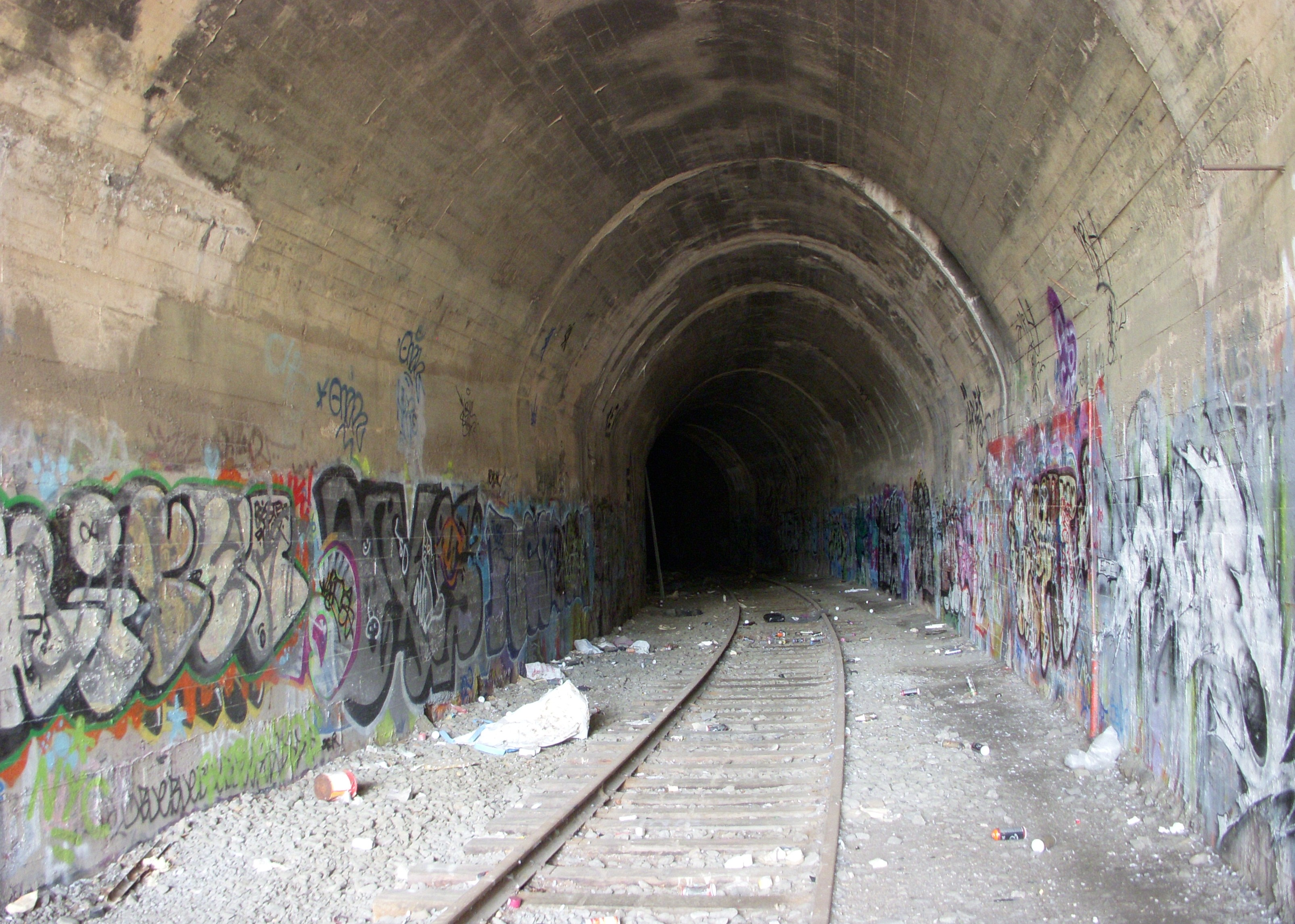
Tunneln under Fåfängan från syd.
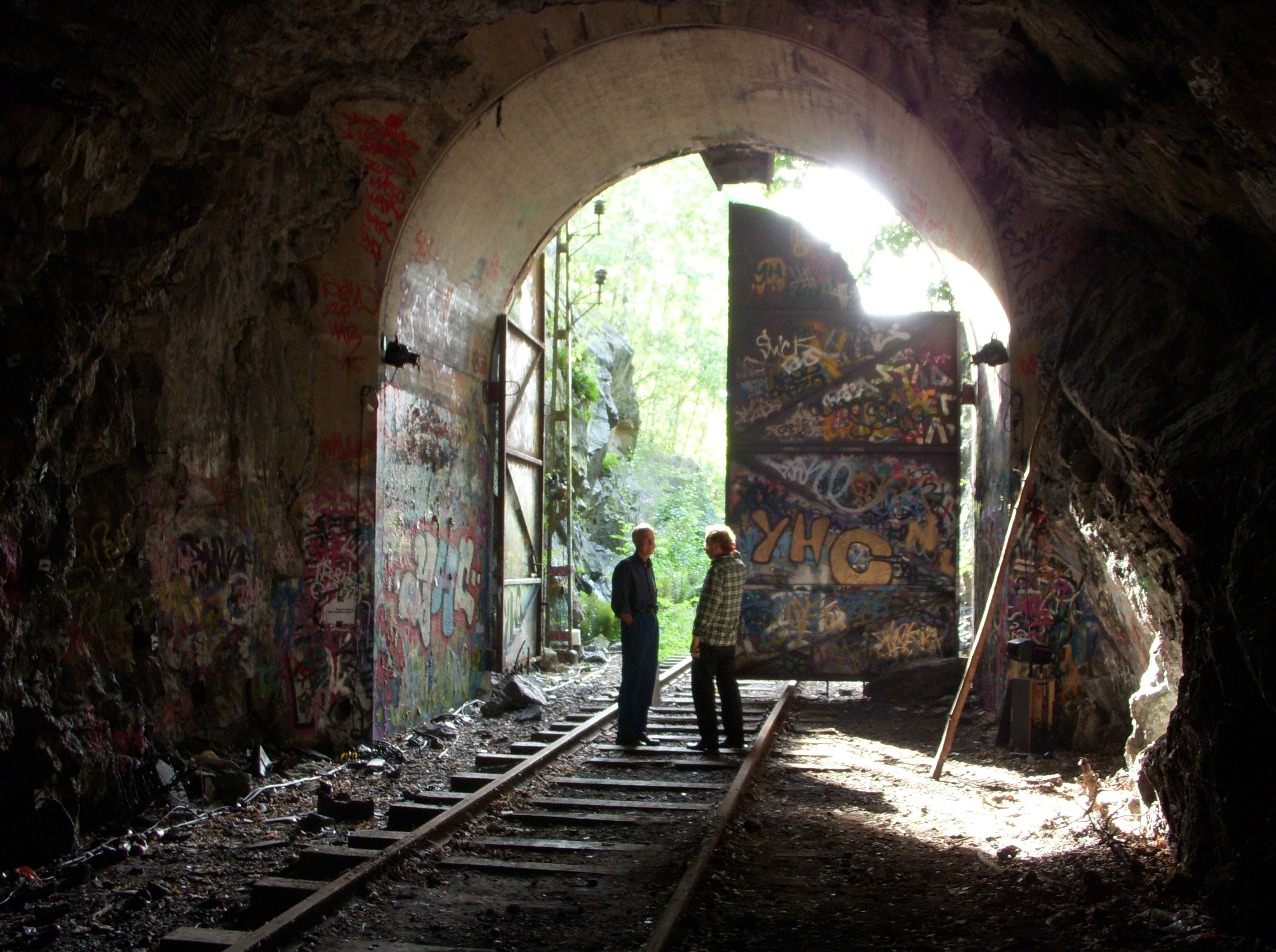
Tunneln under Eriksdalslunden.
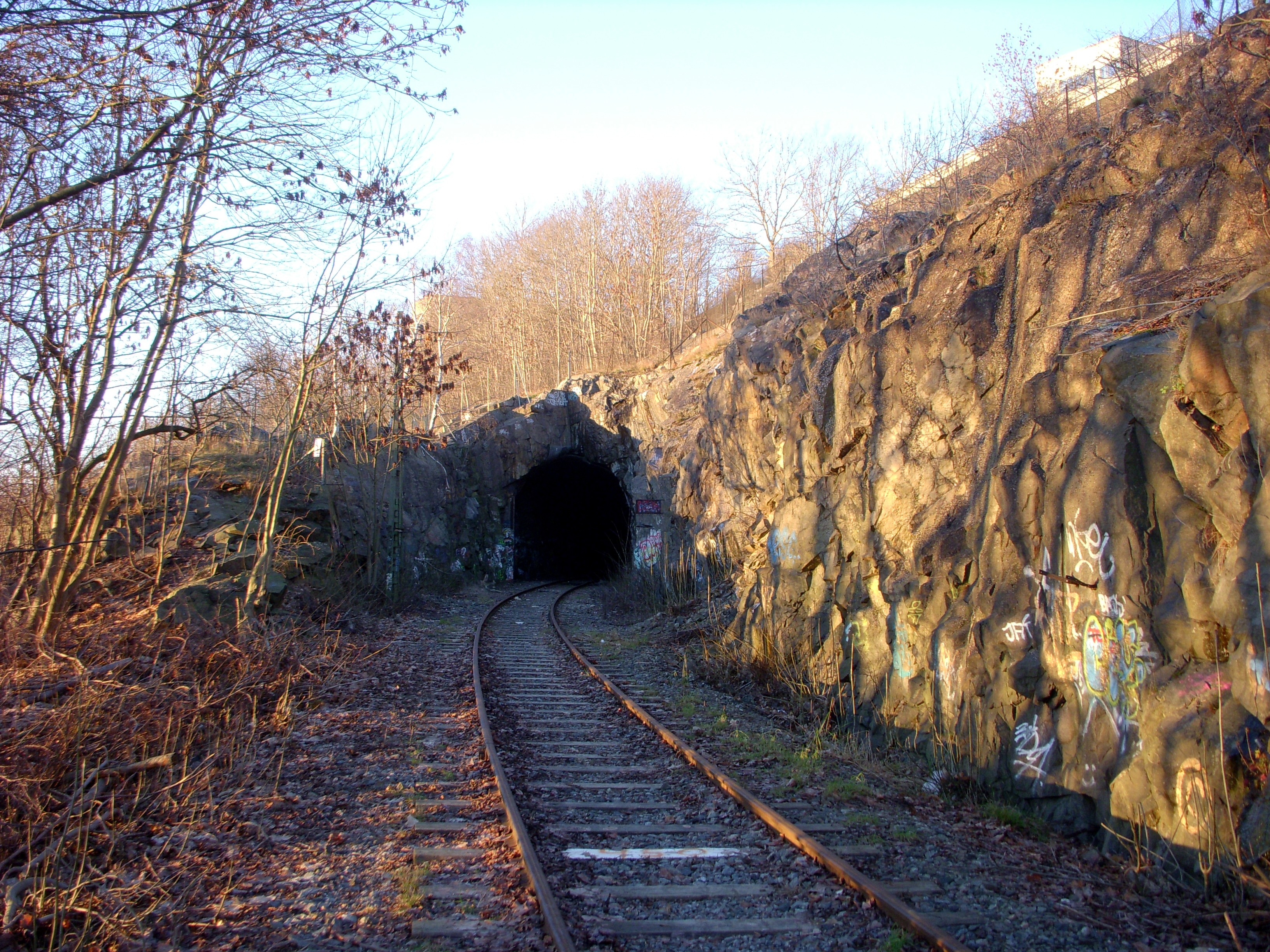
Tunneln under Södersjukhuset.

### Södertunneln och Stockholms tunnelbana
Järnvägstunnlar kräver betydligt mera plats för sina tåg än tunnelbanetunnlar för sina vagnar, särskilt på höjden. Normalprofilen vid raka dubbelspår i tunnel är för järnväg är i regel 10,0 meter bred och 6,5 meter hög (inklusive kontaktledning) och för tunnelbanan 8,1 meter bred och 4,2 meter hög. Därför räknas Stockholms tunnelbana i allmänhet inte som järnvägstunnel, men skall ändå kort beskrivas här.
Föregångaren till Stockholms tunnelbana var Södertunneln under Södermalm som invigdes den 30 september 1933. Trafiken utfördes till en början med det som idag ofta benämns premetro, det vill säga helt separerad trafik med spårvagnar delvis i tunnel. Arkitekt för de två första underjordiska stationerna (däribland Ringvägen) var Holger Blom. Förebilden var Berlins U-Bahnstationer med delvis synliga stålkonstruktioner och väggarna klädda i kakel.
År 1941 beslutade Stockholms stadsfullmäktige om utbyggnaden av tunnelbanan. Redan under andra världskriget byggdes vissa sträckor som trafikerades med spårvagnar i några år. Mellan åren 1950 till 1956 utökades bannätet på både norra och södra sidan av Stockholms kommun. Den 24 november 1957 invigdes tunnelbanans "sammanbindningsbana" mellan Slussen och Hötorget, därmed knöts de norra och södra tunnelbanesträckorna samman. Tunnelbanans länk mellan Slussen och Tegelbacken utfördes dels som bro och dels som tunnel. Arbetet var inte helt riskfritt. Tunneln förbi Strömsborg genom Norrström rasade och vattenfylldes den 13 december 1952 och ett halvt års arbete gick till spillo.
När tunnelbanans röda linje byggdes i slutet av 1950-talet fördes sträckan under Liljeholmsviken strax öster om Liljeholmsbadet. För det byggdes sänktunnlar av betong i stora torrdockan på Beckholmen, dessa transporterades sedan till Liljeholmsviken där de fungerade som en undervattensbro för tunnelbanan.
År 2009 låg Stockholms tunnelbanas banlängd på ungefär 20:e plats bland världens tunnelbanor. Den är därmed en av de största i förhållande till folkmängden i den stad den betjänar. Stockholms tunnelbana har 110 km spårlängd, därav cirka 63 km i tunnlar fördelade på de tre linjerna; gröna, röda och blå linjen.

Stockholms tunnelbana, historiska bilder
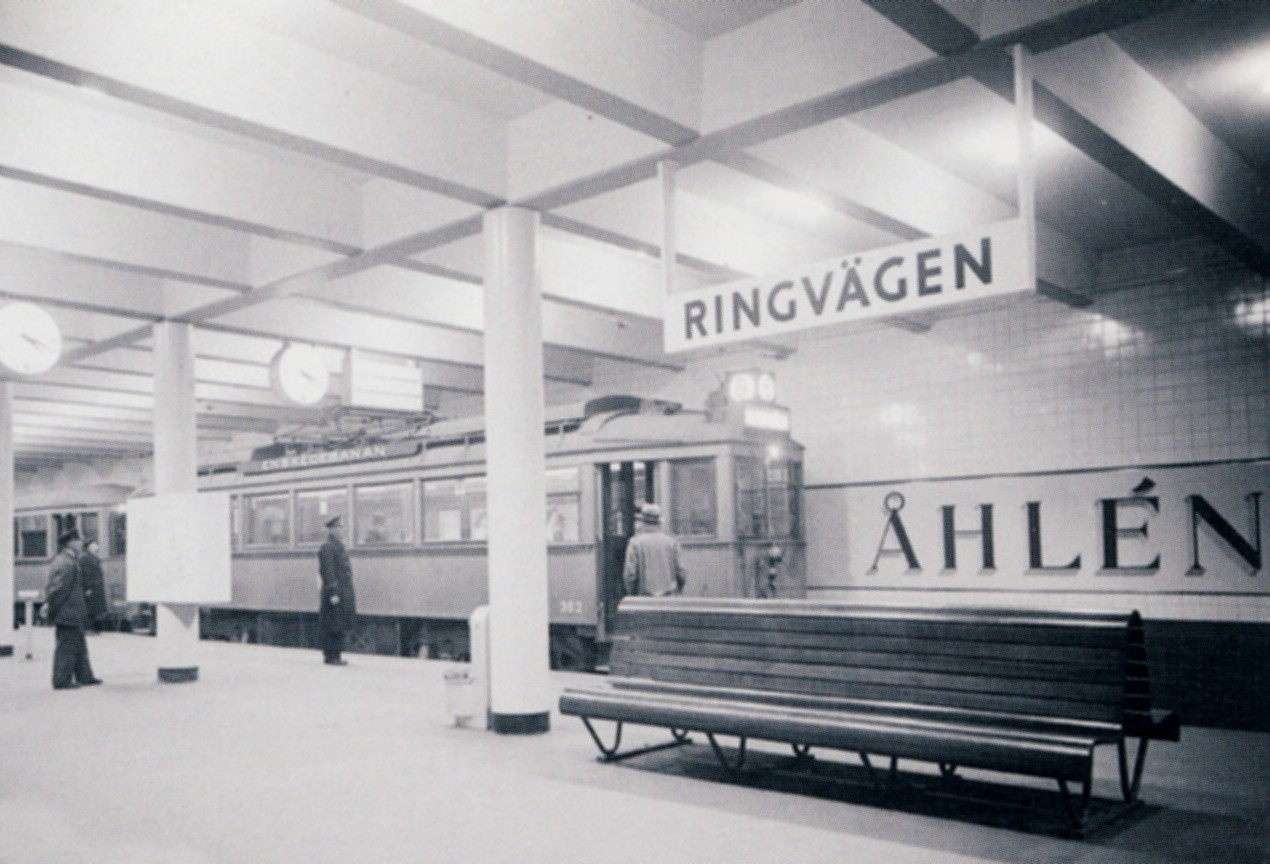
En av de första underjordiska hållplatserna var "Ringvägen" 1935.
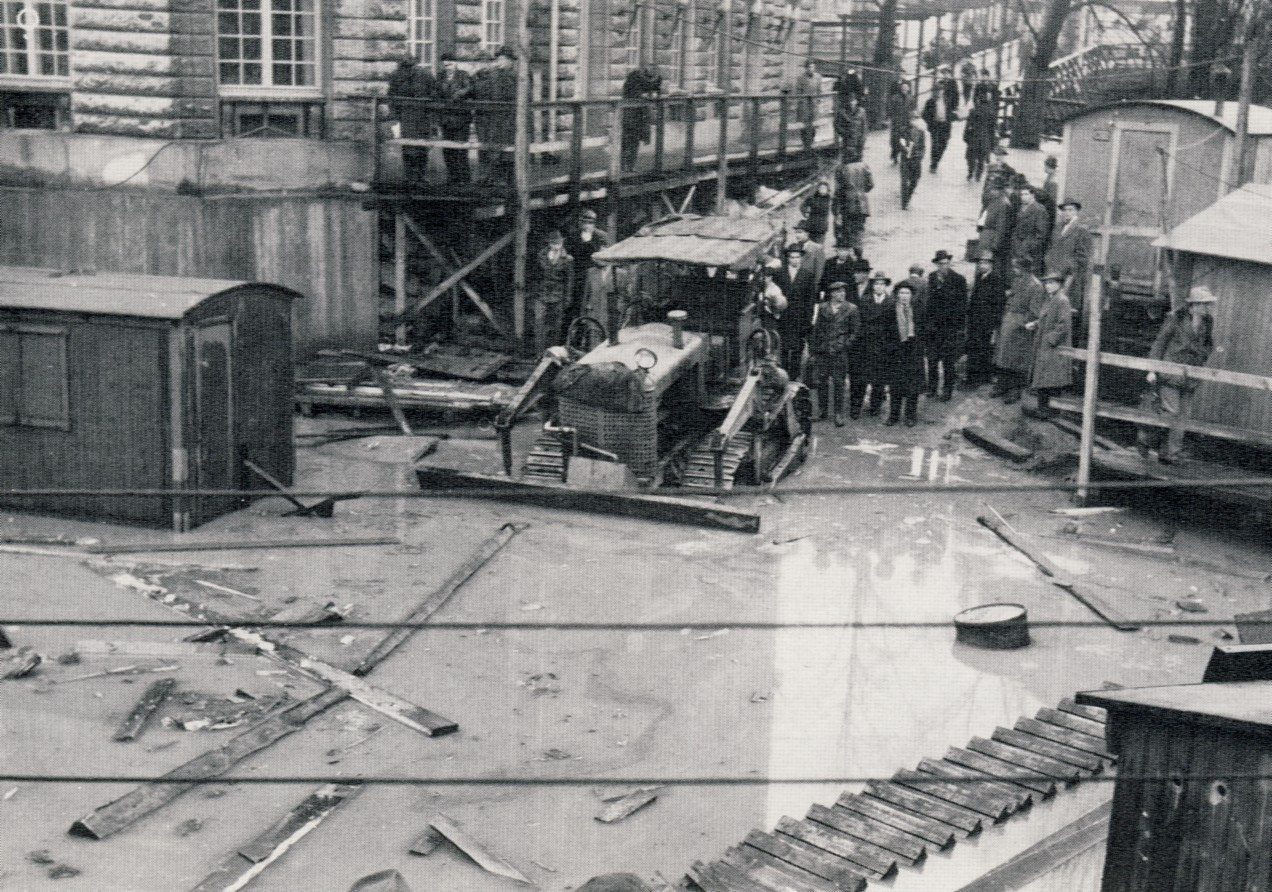
Byggolyckan vid Norrström 13 december 1952, fördämningen brast.
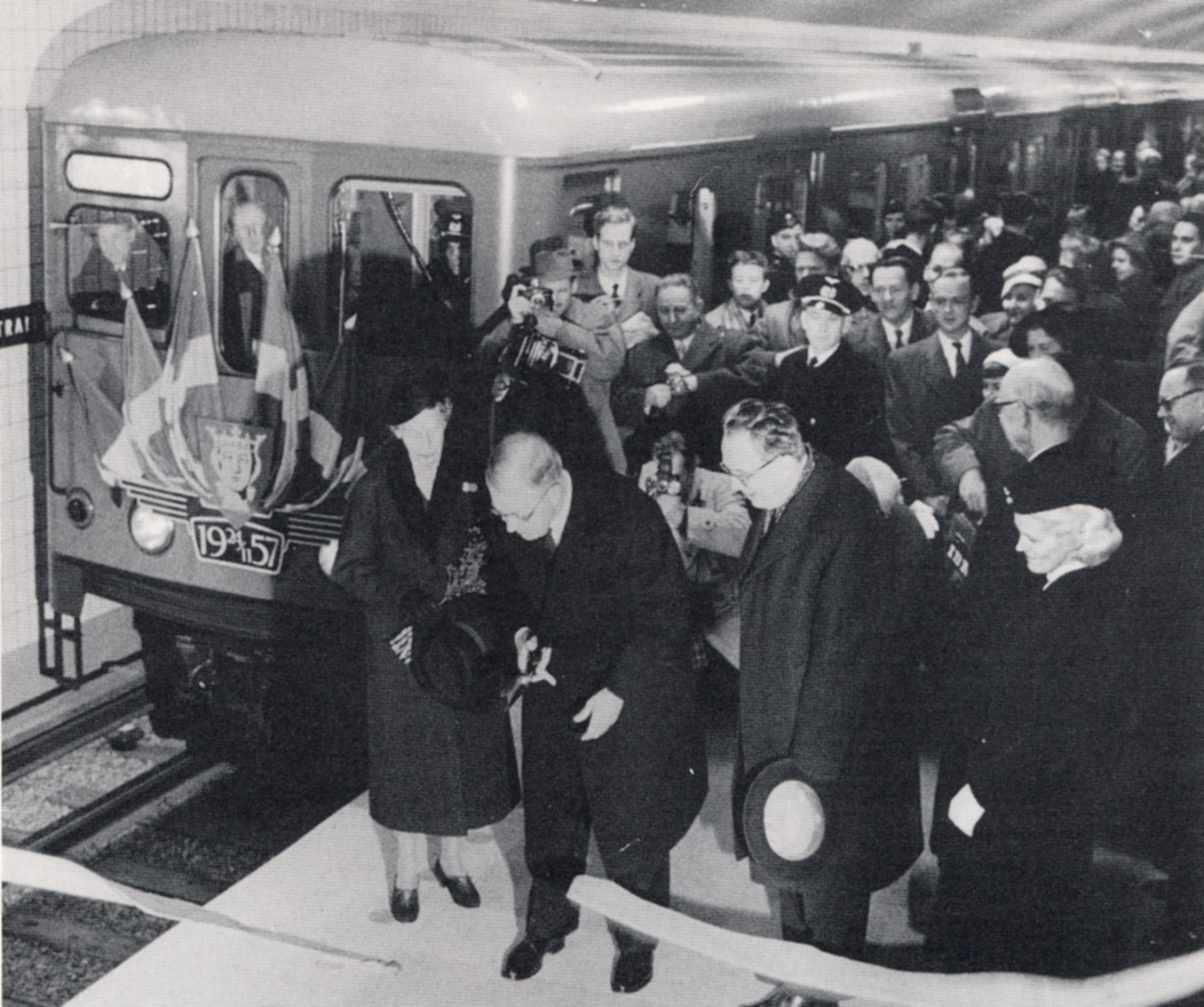
Kung Gustaf VI Adolf och drottning Louise inviger T-Centralen 24 november 1957.
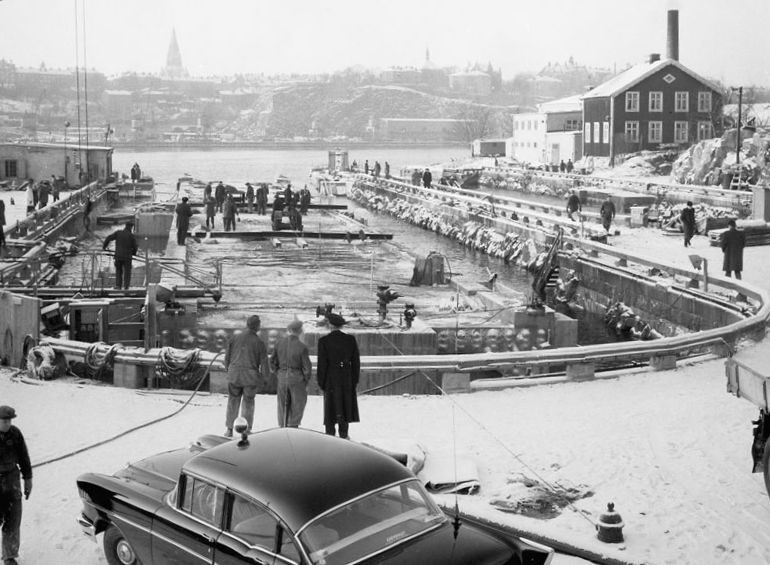
Sänktunneln för tunnelbanans röda linje på Beckholmen 1959.

### Citybanan
Citybanan är en underjordisk järnväg med dubbla spår under Stockholms innerstad som separerar Stockholms pendeltåg från övrig tågtrafik genom centrala Stockholm. Officiell byggstart hölls 24 januari 2009 och banan öppnades 10 juli 2017. Banan förbinder Södra Station i syd med Tomteboda i norr genom en cirka 6 km lång tunnel. Parallellt med huvudtunneln finns även en service- och räddningstunnel.
Citybanan var det mest komplicerade infrastrukturprojektet som har planerats i Sverige i modern tid. För den nya järnvägstunneln krävdes omfattande sprängningsarbeten under Stockholms centrala delar i direkt anslutning till känsliga anläggningar som tunnelbanan och ledningstunnlar.
Ett konstruktivt och byggtekniskt svårt tunnelavsnitt var Söderströmstunneln som byggdes med en mycket avancerad tunnelbyggnadsmetod kan liknas med en överdäckad undervattensbro. 
Övriga tunnelavsnitt i Citybanan är Södermalmstunneln, Norrströmstunneln och Norrmalmstunneln, dessa har byggts i berg.

Citybanans tunnelarbeten
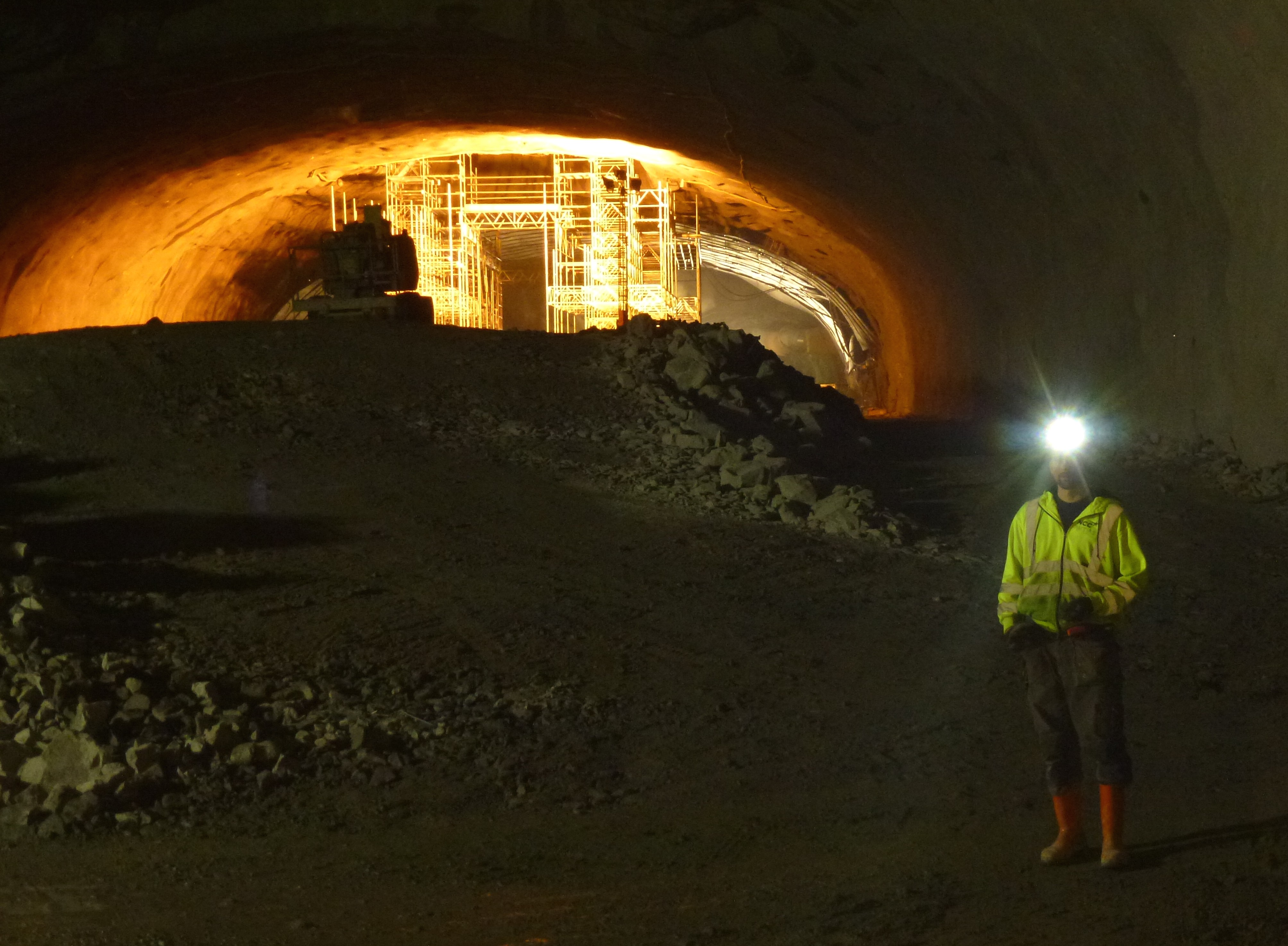
Norrströmstunneln, 2012.
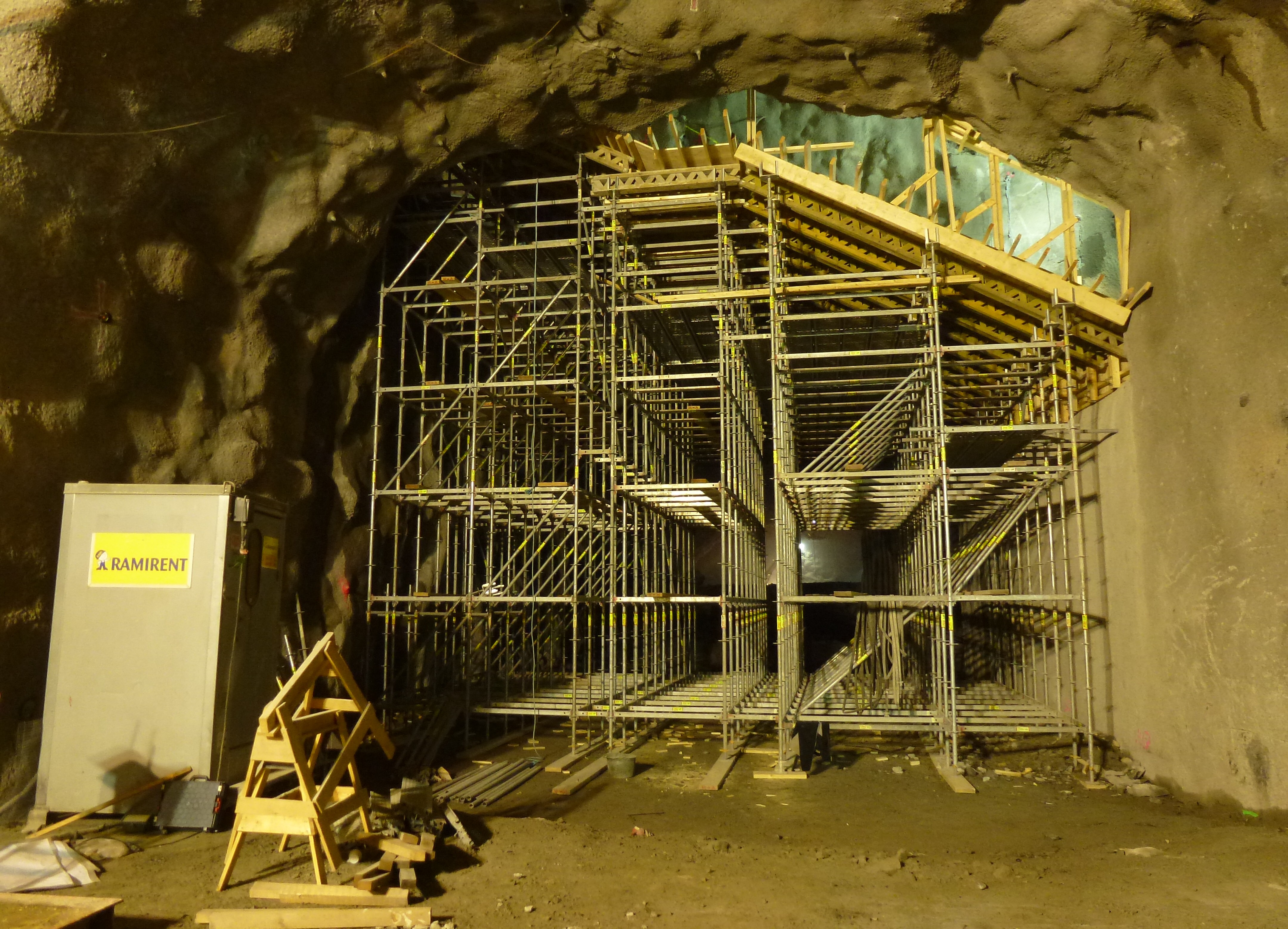
Station Stockholm City, 2012.
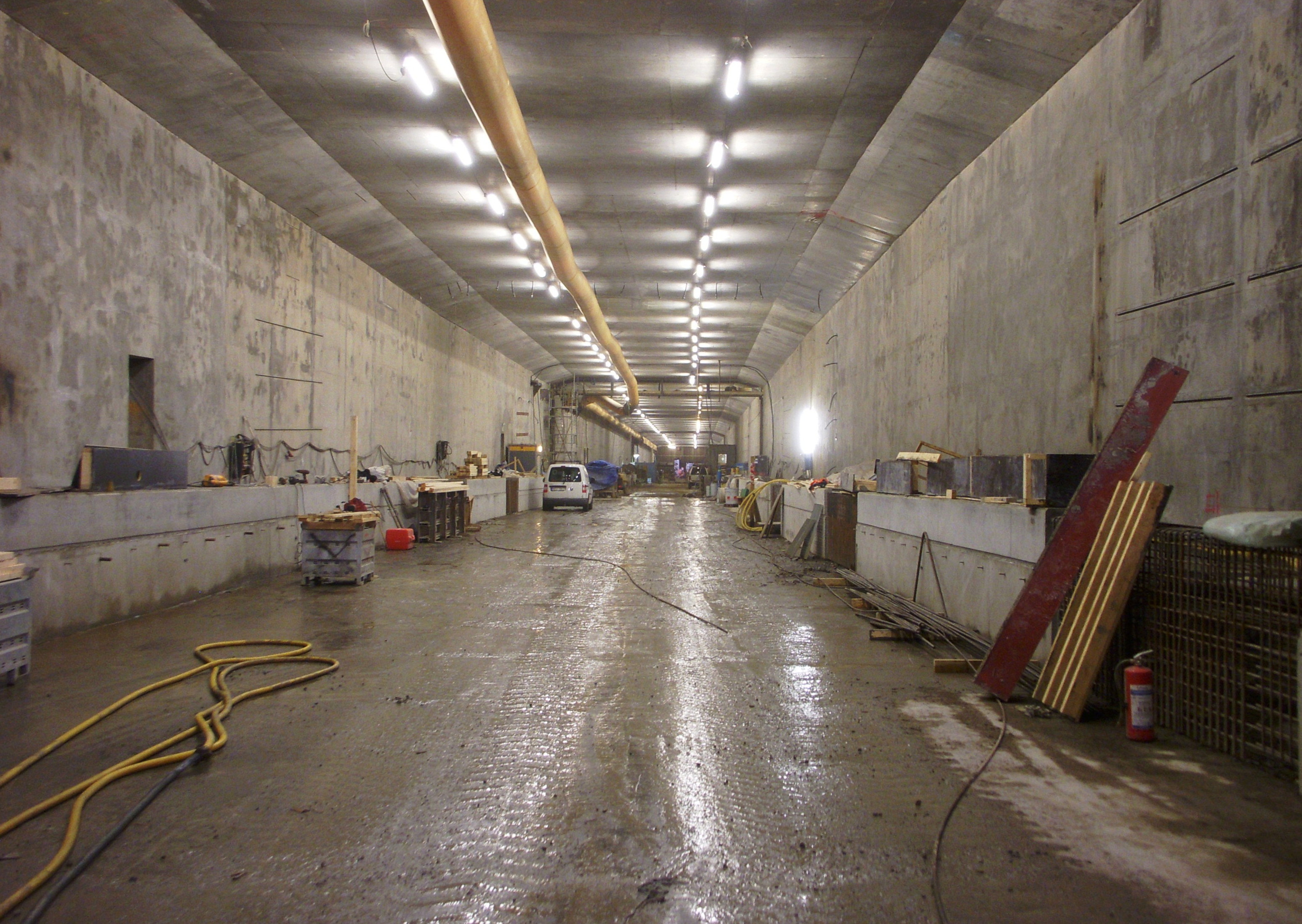
Söderströmstunneln, 2013.
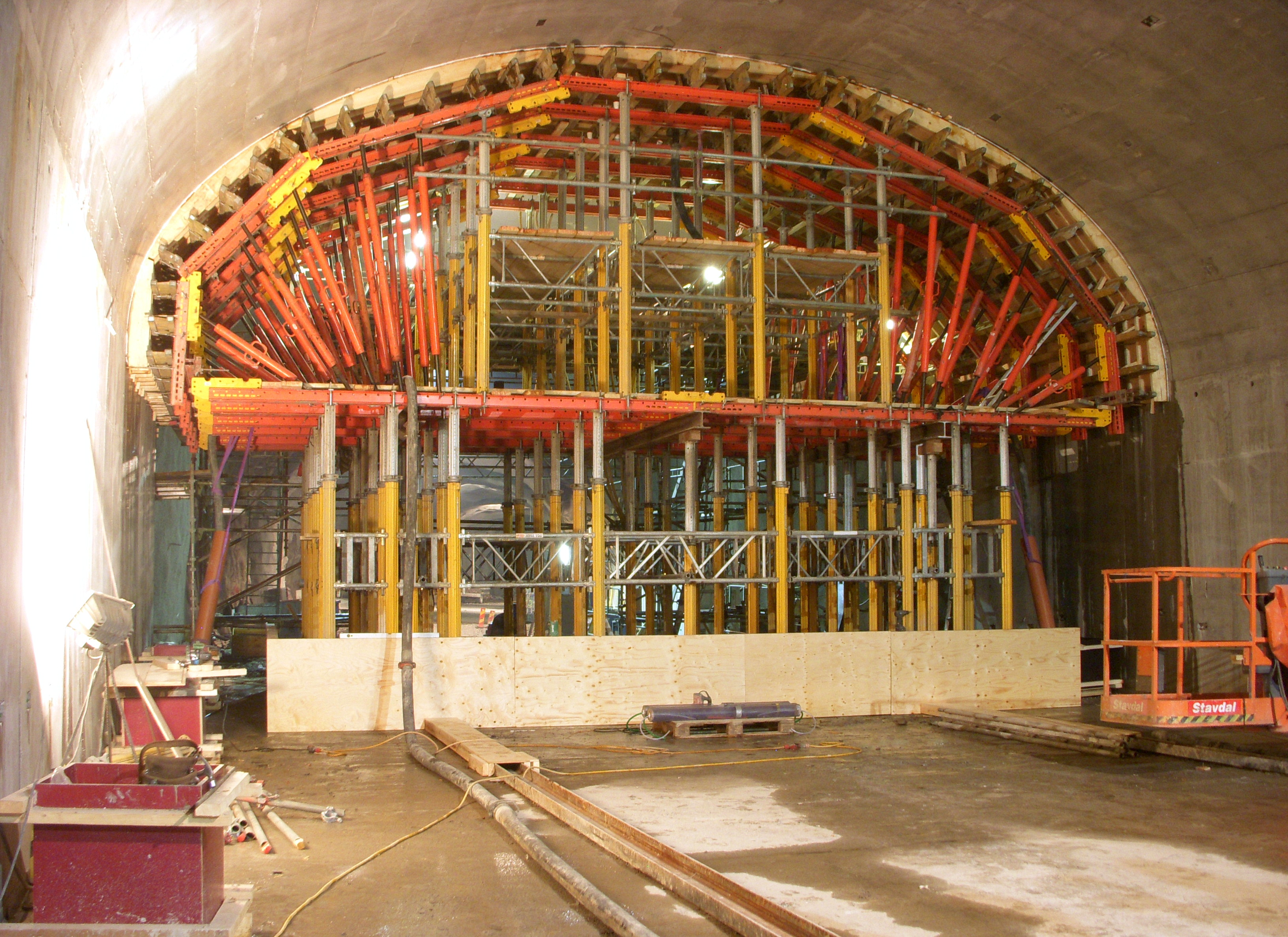
Södermalmstunneln, 2013.

### Övriga tunnlar (i urval)
- Alvikstunneln invigdes år 2000, den leder Tvärbanan genom en cirka 250 meter lång tunnel under Alvik mellan hållplatserna Alviks strand och Alviks tunnelbanestation.
- Henriksdalstunneln är en tunnel med enkelspår för Saltsjöbanan i Henriksdalsberget mellan Henriksdals station och Sickla hållplats i Nacka kommun öster om  Stockholm. Tunneln är 337 meter lång och invigdes 1893.
- Mellan Stockholm C och Karlbergs station finns en betongtunnel som var avsedd endast för pendeltåg. Den var till för att låta tågen från spår 1-8 på centralen gå mot fjärrtågsspåret norrut (som ligger längst åt väster) utan att störa pendeltågen. Sedan Citybanan invigdes 2017 används tunneln av tåg till/från spår 13 - 16 på Stockholm C.
- Hagalundstunneln (ibland kallad Solnatunneln)  i Solna kommun är egentligen fyra tunnlar som är cirka 500 meter långa, avsedda för bland annat fjärrtåg, pendeltåg och Arlanda Express. Den första tunneln öppnades i oktober 1911.[21] Då flyttades även Hagalund station (namnändrad till Solna station 1955) till sitt nuvarande läge. Tunneln i mitten är avsedd för tåg norrut och tunneln längst till öster för tåg söderut.
- Arlandabanans tunnel, Arlandatunneln ligger inom Sigtuna kommun. Arlandabanan invigdes 1999, är cirka 19 km lång och har en tunnel under flygplatsen Arlanda. Tunneln är cirka 5 kilometer lång var därmed Sveriges längsta järnvägstunnel fram till färdigställandet av Namntalltunneln på Botniabanan som togs i drift 2009/2011. Ofta räknades den inte som längst eftersom den inte tillhörde Banverket.
- Roslagsbanan går i betongtunnel under E18 i Solna och i Sikrenotunneln i Danderyd. Sikrenotunneln är 101 meter lång och invigdes 1996.
- Längs Mälarbanan finns mellan Västerås resecentrum och Kallhälls pendeltågsstation åtta tunnlar: Ullbrotunneln 321 meter, Håbotunneln 411 meter, Svartvikstunneln 540 meter, Dalkarlstunneln 142 meter, Stäksundstunneln 123 meter, Stäkettunneln 422 meter, Trappebergstunneln 130 meter och Båghustunneln 565 meter.[22]

Övriga tunnlar
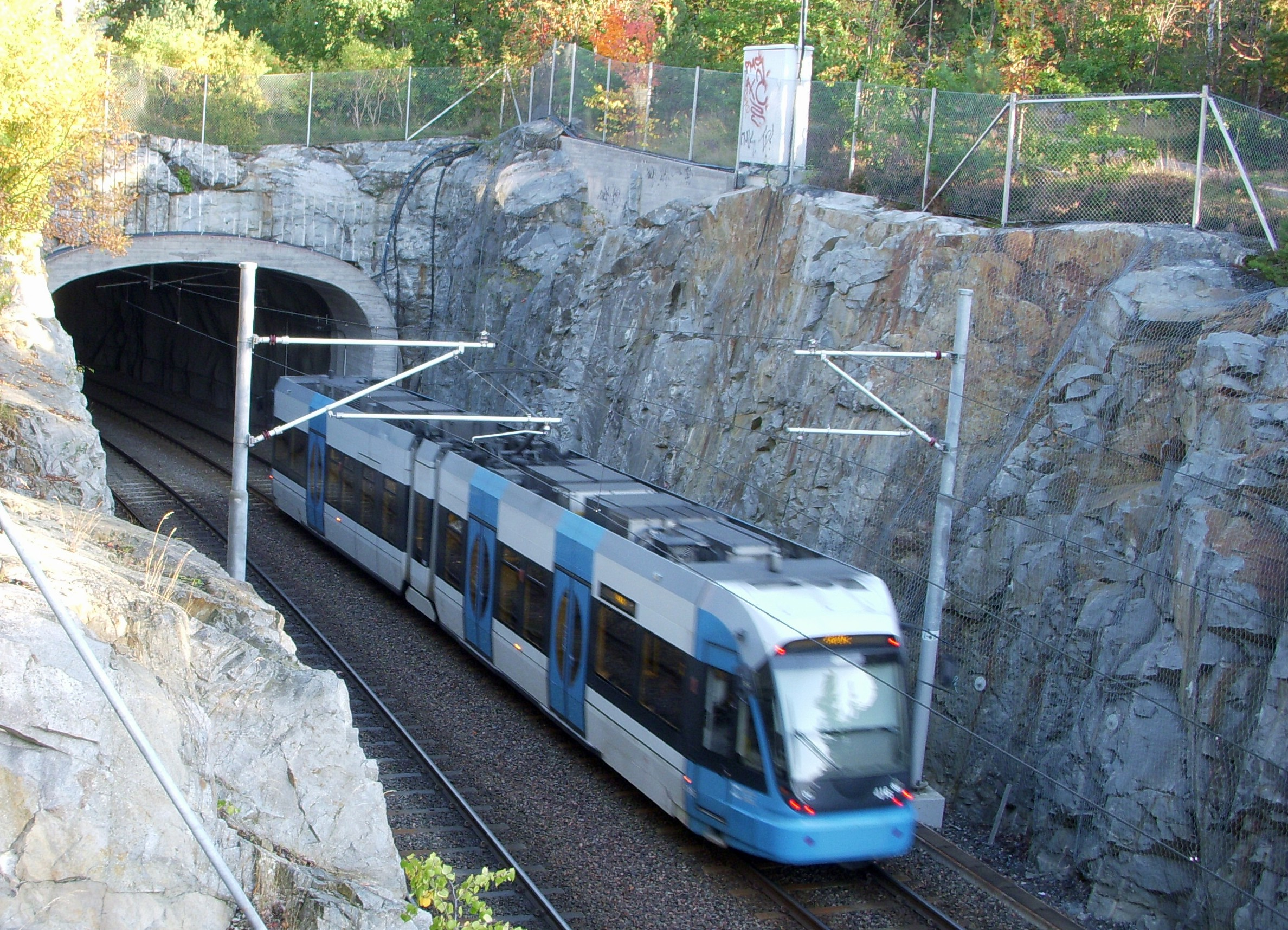
Alvikstunneln för Tvärbanan, södra tunnelmynningen.
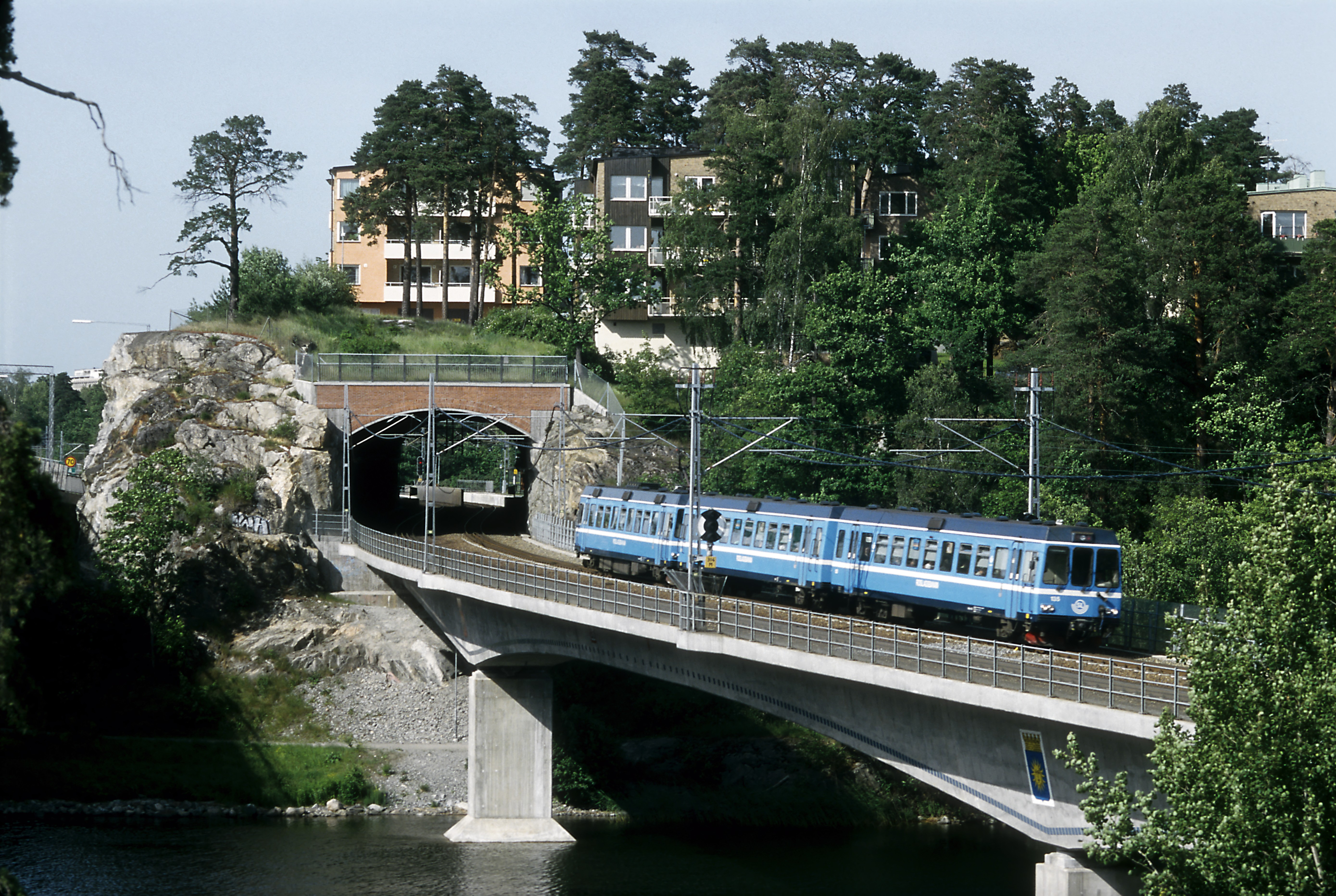
Sikrenotunneln på Roslagsbanan.
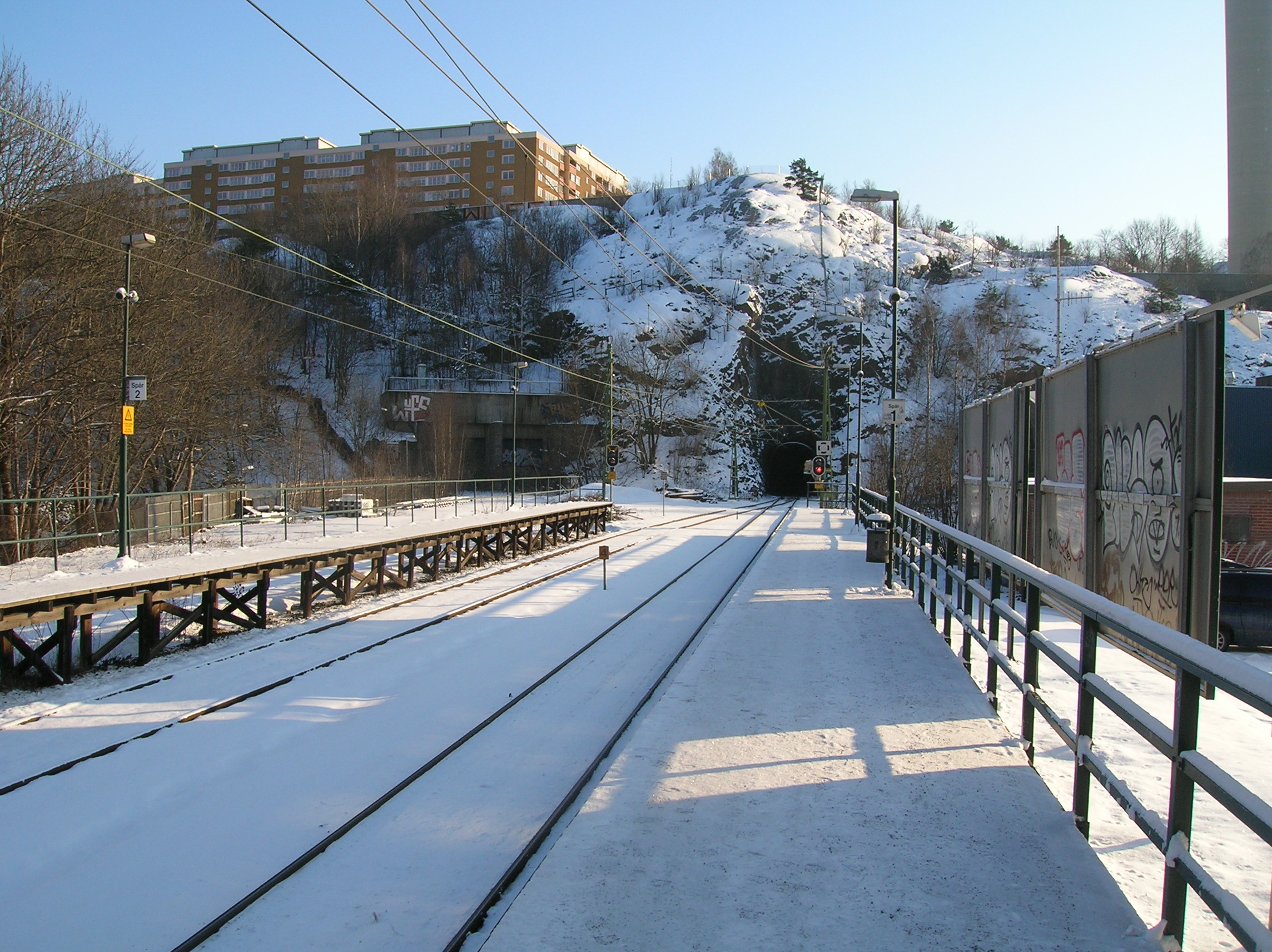
Henriksdalstunneln för Saltsjöbanan.
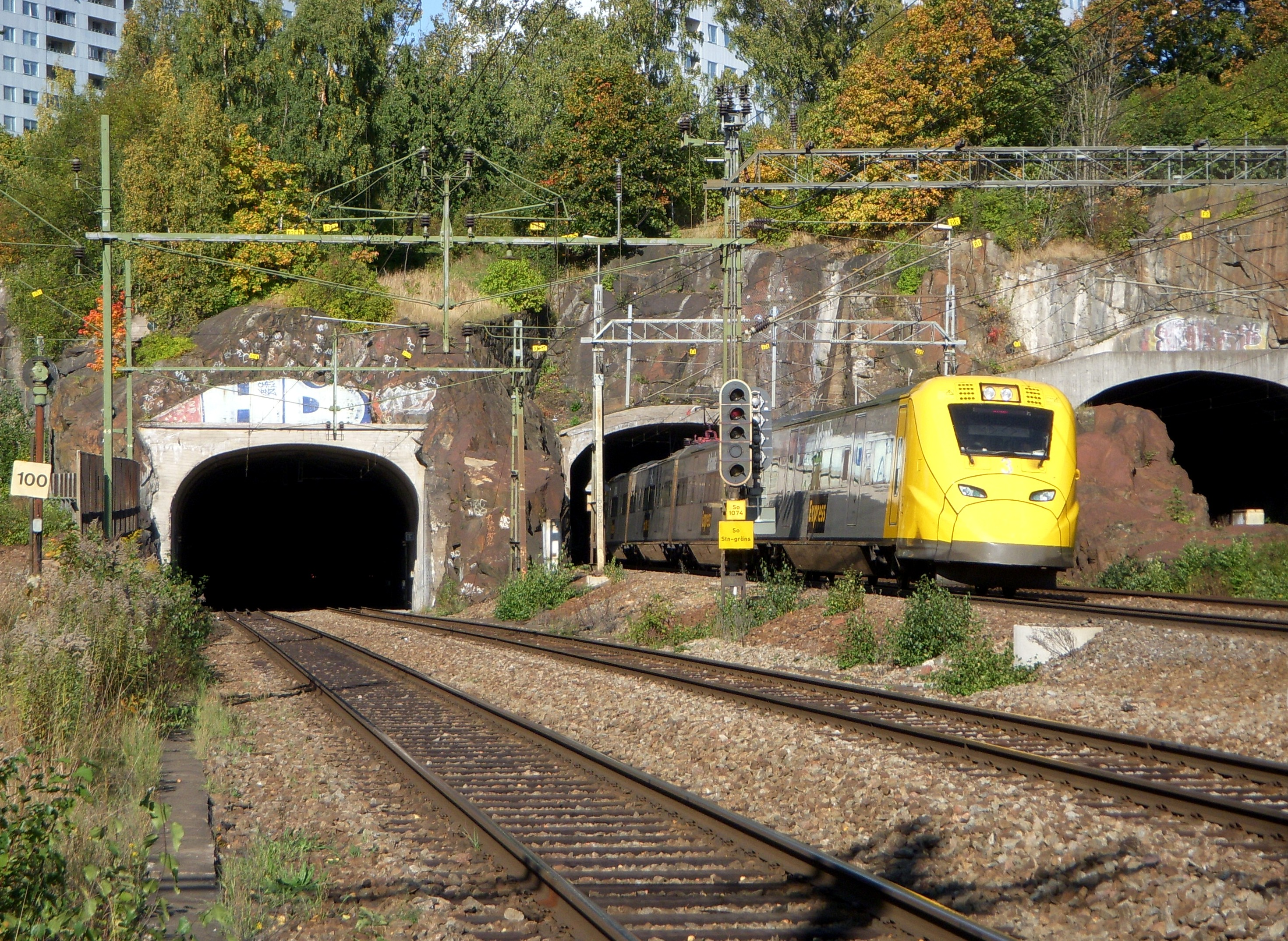
Arlanda Express på väg norrut vid Hagalundstunneln.
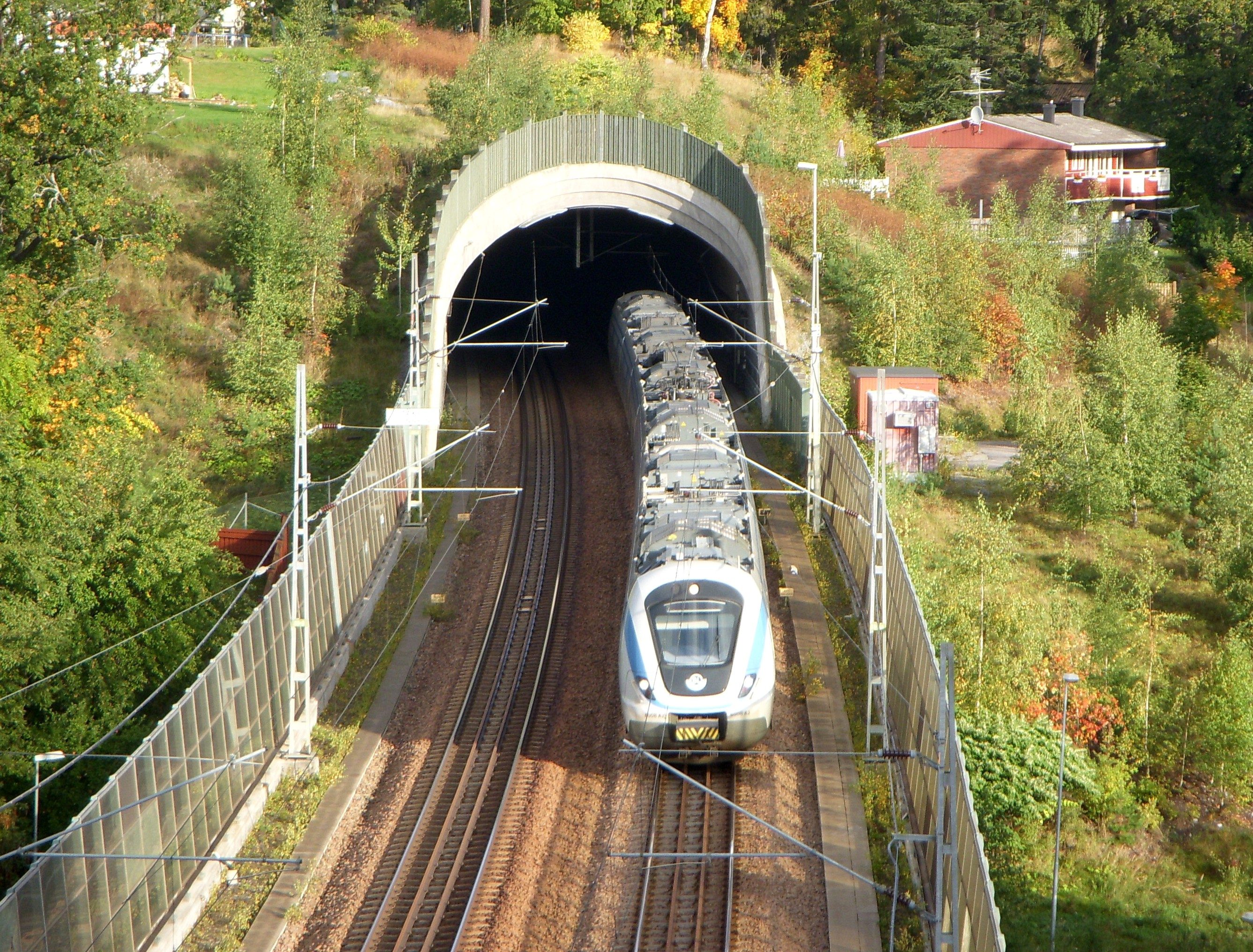
Stäkettunneln för Mälarbanan, södra tunnelmynningen.

## Pågående och planerade tunnelprojekt

### Mälarbanan
I centrala Sundbyberg planeras järnvägen breddas till fyra spår och bli nedgrävd och övertäckt. Byggstart för detta har skjutits upp lite och det hela planeras för närvarande bli klart 2025.

## Stockholms järnvägstunnlar i översikt
Järnvägstunnlar inom Stockholms kommun ordnad efter byggår, exklusive Tvärbanan och Stockholms tunnelbana.
| Bilder år 2009 | Namn                                                    | Invigd år | Typ                        | Längd och antal spår                        | Sträckningen                                    | Övrigt |
| -------------- | ------------------------------------------------------- | --------- | -------------------------- | ------------------------------------------- | ----------------------------------------------- | --- |
|                | Nyboda tunnel (väst)                                    | 1860      | Passagerar- och godstrafik | ca 400 m, ett spår                          | Från Årstadal söderut under Nybodaberget        | Avvecklad och igenstängd |
|                | Södra tunneln                                           | 1870      | Passagerar- och godstrafik | 433 m, två spår                             | Mellan Stockholms södra och Slussen             | Numera förråd och skyddsrum |
|                | Stadsgårdstunneln                                       | 1893      | Saltsjöbanan               | 638 m, ett spår                             | Från Slussen till Londonviadukten               | Skall ersättas med en ny tunnel |
|                | Nyboda tunnel (ost)                                     | 1909      | Passagerar- och godstrafik | ca 400 m, ett spår                          | Från Årstadal söderut under Nybodaberget        | Numera ett industrispår. Det har förbindelse med Tvärbanan, och via Tvärbanan till tunnelbanan. Används bland annat vid leverans av nya tunnelbanetåg.              |
|                | Fåfängan                                                | 1929      | Godstrafik                 | ca 200 m, ett spår                          | Från Stadsgårdshamnen till Norra Hammarbyhamnen | Skall eventuellt avvecklas |
|                | Södersjukhusets järnvägsspår                            | 1939      | Godstrafik                 | ca 480 m, ett spår                          | Från Eriksdalsbadet till Eriksdalshallen        | Skall eventuellt avvecklas |
|                | Industrispåret Södra station–Hammarbyhamnen–Stadsgården | 1925–1939 | Godstrafik                 | ca 550 m, ett spår                          | Under Södersjukhuset till Stockholms södra      | Oviss framtid |
|                | Södra tunneln                                           | 1954      | Passagerar- och godstrafik | 590 m, två spår                             | Mellan Stockholms södra och Slussen             | I drift, ersatte Södra tunneln från 1870 |
|                | Centraltunneln                                          | 1970      | Passagerartrafik           | 218 m, två spår                             | Mellan Stockholms central och Karlberg          | För att pendeltåg norrifrån skulle ta sig till spår 13-14 utan att störa norrgående tåg från spår 1-7 I drift men inte lika mycket använd när Citybanan är i drift. |
|                | Södra tunneln / Södra stations tunnel                   | 1989      | Passagerar- och godstrafik | 780 m, fyra spår                            | Mellan Stockholms södra och Ringvägen           | I drift |
|                | Citybanan                                               | 2017      | Stockholms pendeltåg       | 5092 m exkl Södra stations tunnel, två spår | Mellan Stockholms södra och Tomteboda           | I drift |
|                | Ruddammstunneln                                         | 2016      | Godstrafik                 | 308 m                                       | Värtabanan                                      | |
|                | Norra Stationstunneln                                   | 2018      | Godstrafik                 | 719 m                                       | Värtabanan                                      | |

### Övriga kommuner

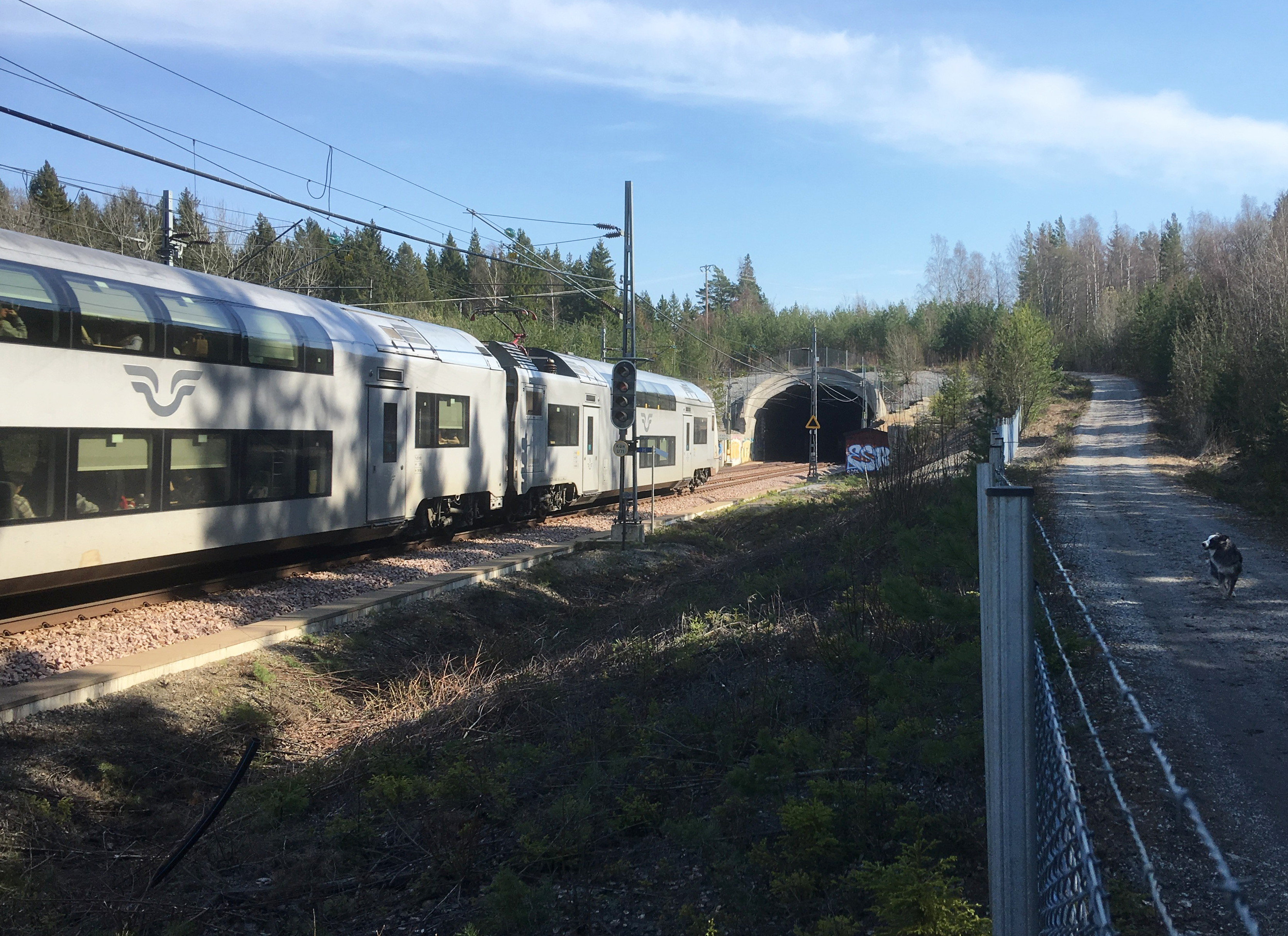
Dalkarlstunneln, april 2019.

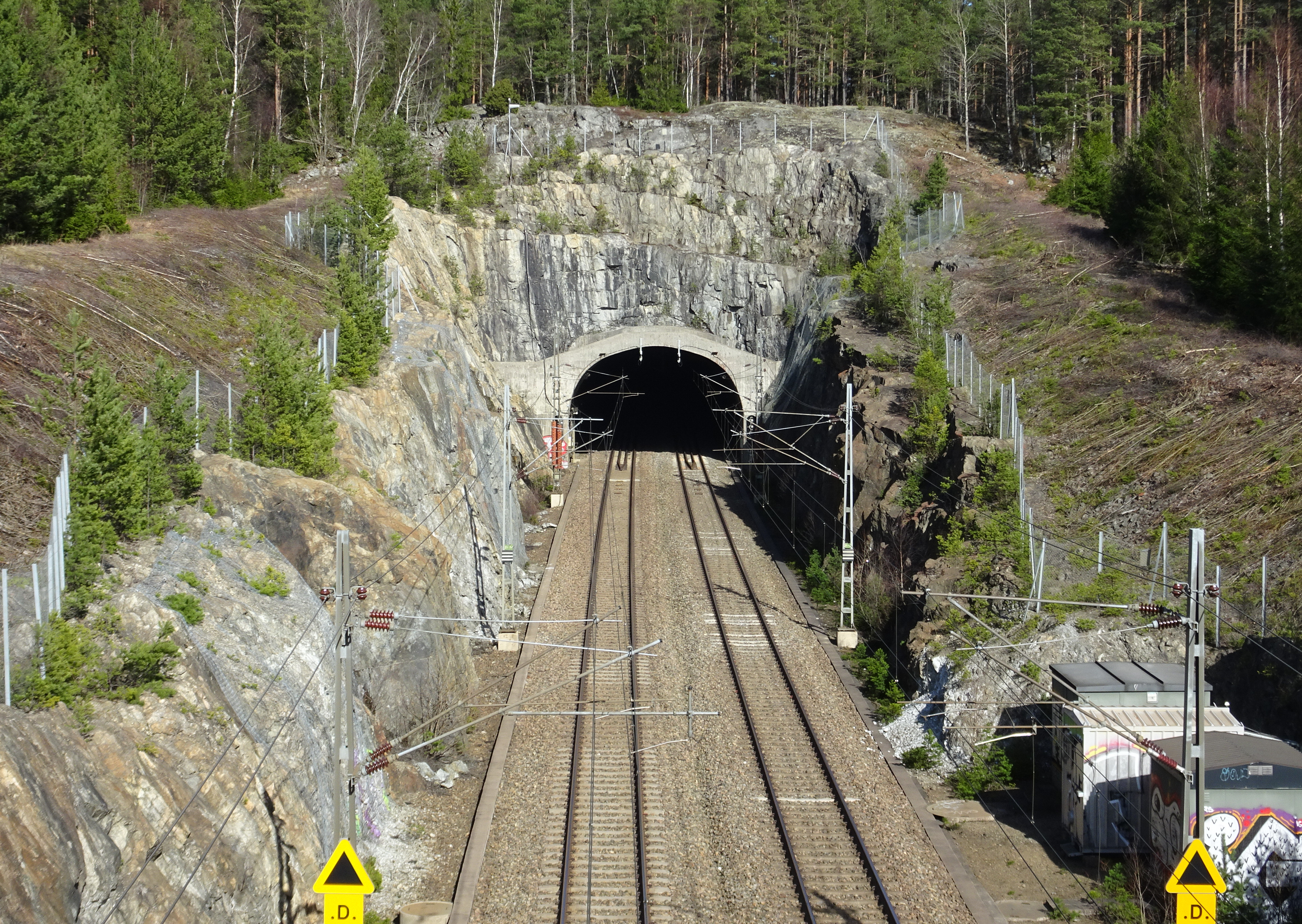
Lidatunneln, april 2021.

- Henriksdalstunneln, Saltsjöbanan är 337 meter lång och invigdes 1893. Går i Stockholms och Nacka kommuner.
- Hagalundstunneln,  Solna kommun cirka 500 meter lång.
- Ulriksdalstunneln, Solna kommun, 320 m [23]
- Arlandatunneln, Sigtuna kommun cirka 5 kilometer lång invigdes 1999
- Norra Bergtunneln, 108 m, Roslagsbanan  i Solna.[24]
- Södra Betongtunneln, 218 m, Roslagsbanan  i Solna.
- Sikrenotunneln, Roslagsbanan i Danderyd. Sikrenotunneln är 101 meter lång och invigdes 1996.
- Ullbrotunneln, 316 m,  Mälarbanan
- Håbotunneln, 411 meter, Mälarbanan
- Svartvikstunneln, 537 meter, Mälarbanan
- Dalkarlstunneln, 109 meter, Mälarbanan
- Stäksundstunneln, 132 meter, Mälarbanan
- Stäkettunneln, 132 meter, Mälarbanan
- Trappebergstunneln, 176 meter, Mälarbanan
- Båghustunneln, 574 meter[25], Mälarbanan
- Björnkullatunneln A+B 381 m (två enkelspårtunnlar), Grödingebanan[23]
- Björnkullatunneln C+D 243 m (två enkelspårtunnlar), Grödingebanan
- Tullingeskogstunneln A 577 m (tunnel med dubbelspår), Grödingebanan
- Tullingeskogstunneln B 146 m (tunnel med dubbelspår), Grödingebanan
- Lidatunneln 1 780 m, Grödingebanan
- Nolingetunneln 45 m, Grödingebanan
- Karlslundtunneln 1 295 m, Grödingebanan
- Kyrktorpstunneln 114 m, Grödingebanan
- Malmsjötunneln 895 m, Grödingebanan
- Kvedestatunneln A 52 m (tunnel med dubbelspår), Grödingebanan
- Kvedestatunneln B 377 m (tunnel med dubbelspår), Grödingebanan
- Oxtunneln 185 m (tunnel med dubbelspår), Grödingebanan
- Gliatunneln A+B 657 m (två enkelspårtunnlar), Grödingebanan
- N Tullingetunneln 200 m, Västra stambanan[23]
- S Tullingetunneln 37 m, Västra stambanan
- N Rönningetunneln 118 m, Västra stambanan
- S Rönningetunneln 261 m, Västra stambanan
- N Strömstunneln, 100 m, Västra stambanan (vid Södertälje Syd)
- Bränningetunneln 139 m, Västra stambanan (vid Södertälje Syd)
- Tvetatunneln 93 m, Svealandsbanan[23]
- Almnästunneln 93 m, Svealandsbanan

### Noter

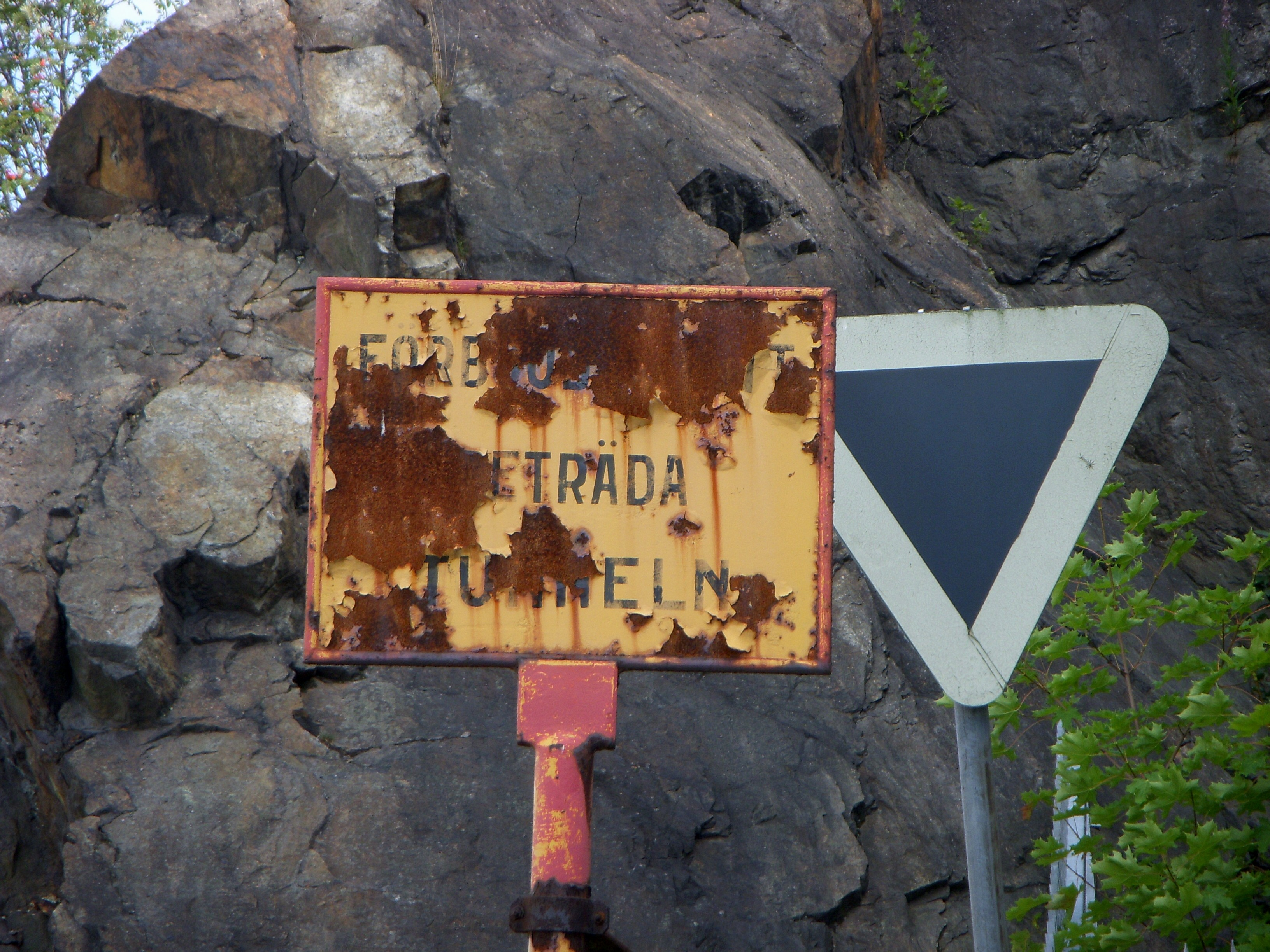
"Förbjudet att beträda tunneln"